# Parochialkirche (Berlin)

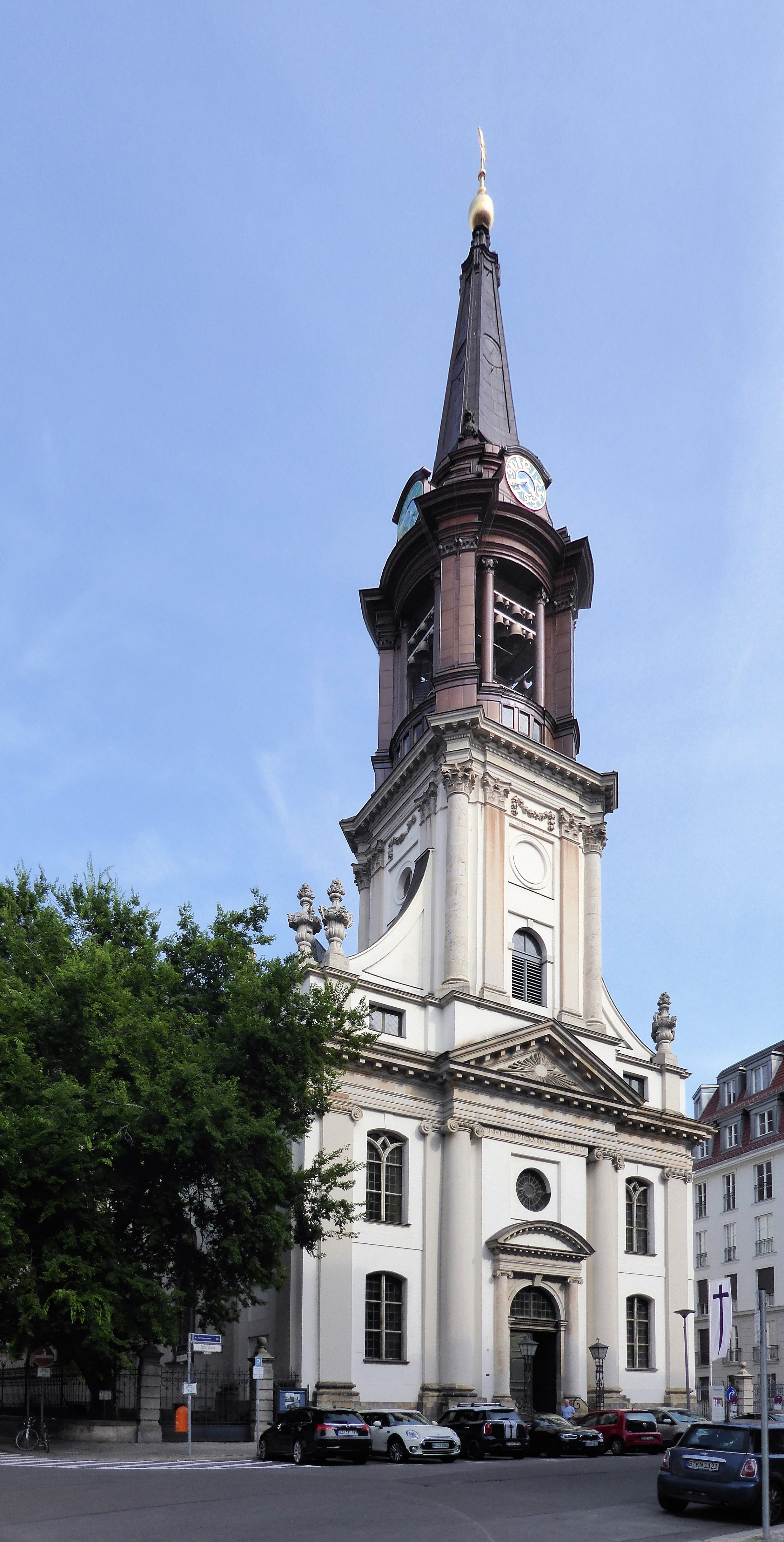
Parochialkirche mit Turm, 2017

Die Parochialkirche im Kirchenkreis Berlin Stadtmitte ist eine Kirche der Evangelischen Kirchengemeinde St. Petri-St. Marien im Berliner Ortsteil Mitte. Das ab 1695 erbaute Gebäude ist die älteste Kirche der reformierten Gemeinde Berlins.

## Lage

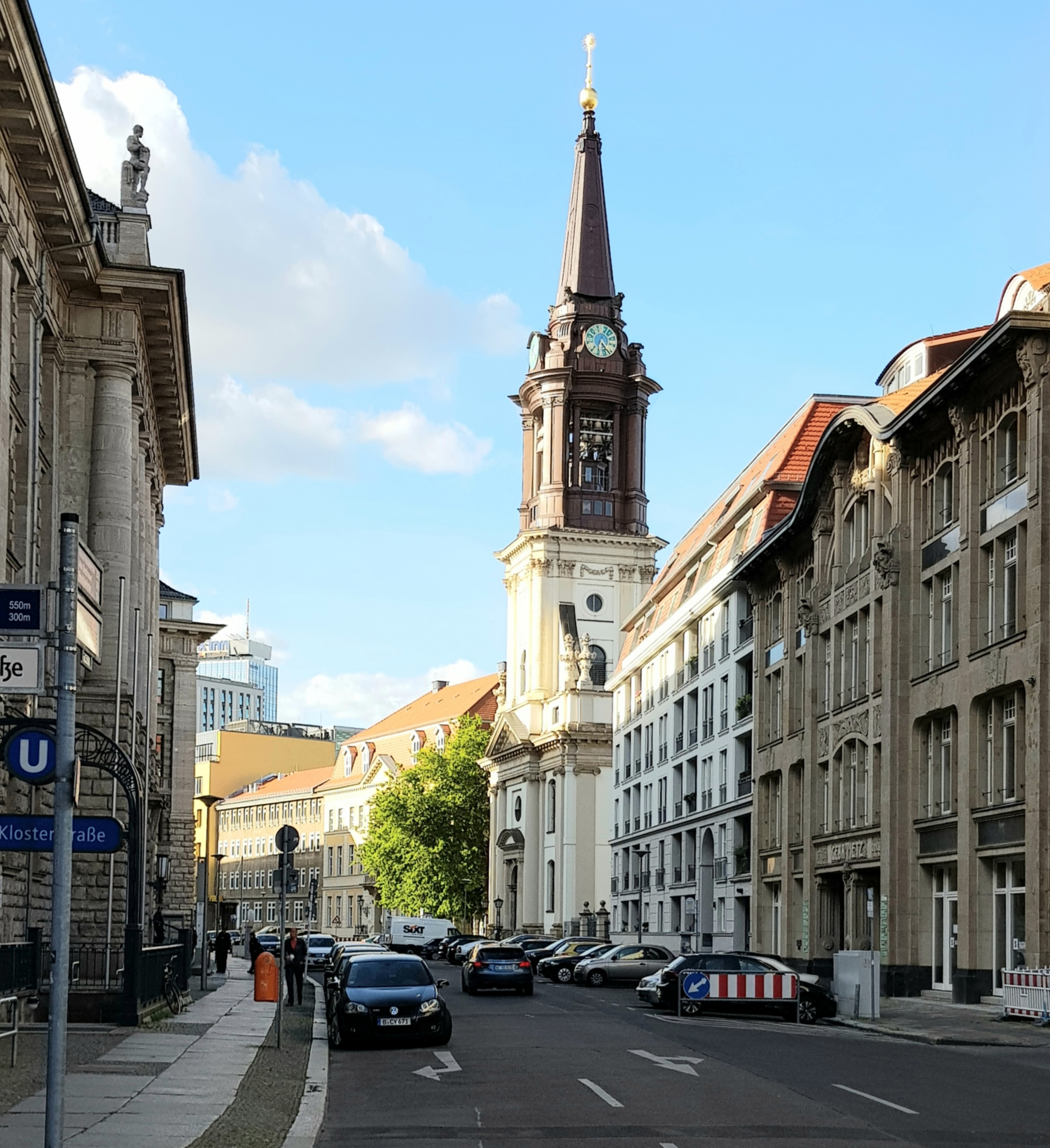
Klosterstraße mit Parochialkirche, 2020

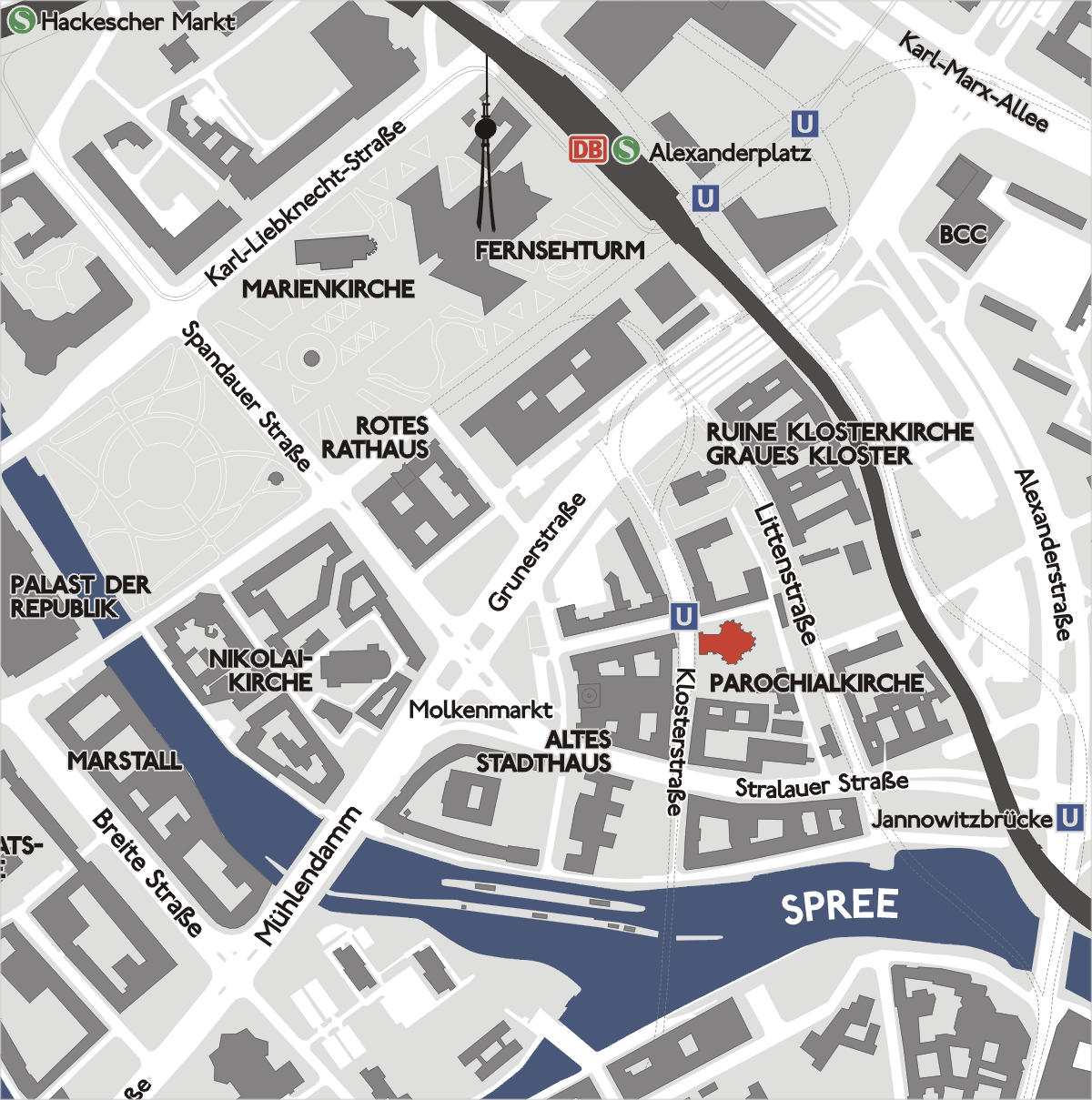
Lage der Parochialkirche

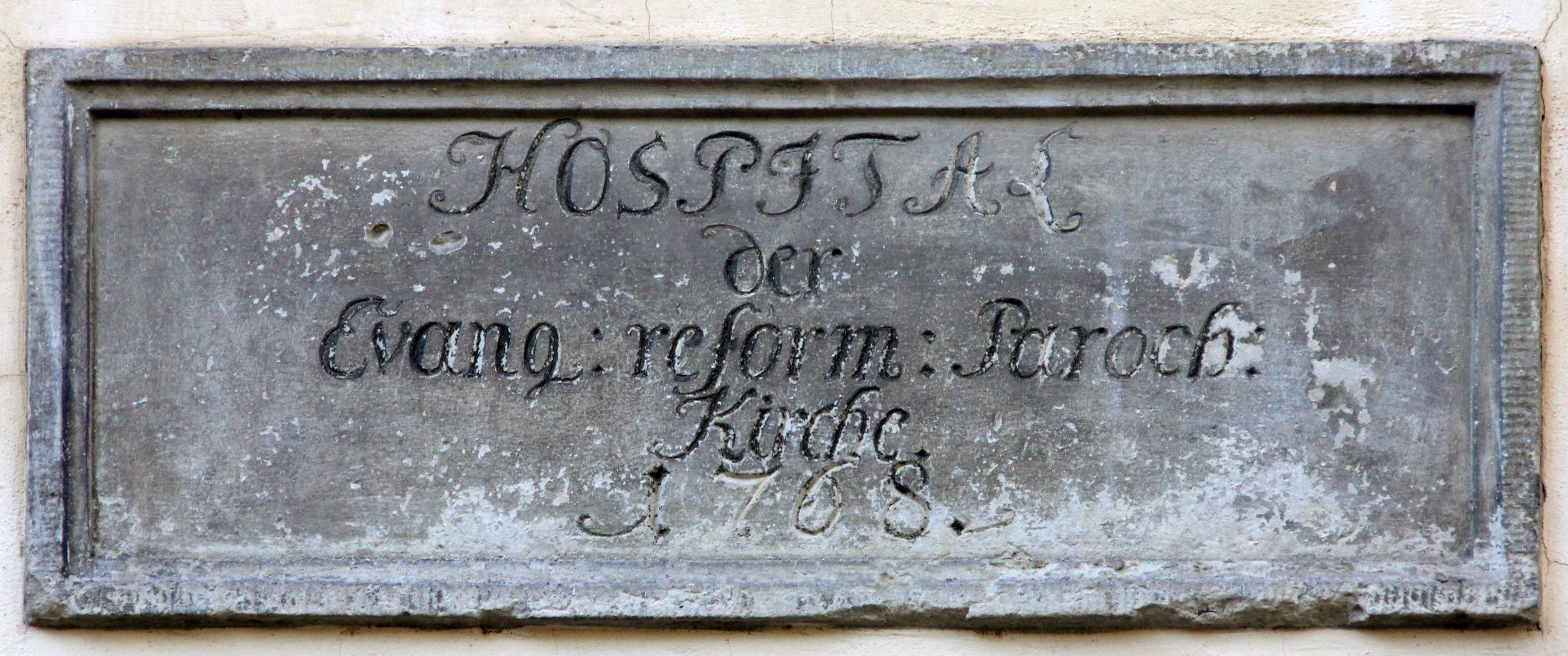
Gedenktafel für das Hospital am Haus, Waisenstraße 28, in Berlin-Mitte

Die Kirche samt dem dazugehörigen Kirchhof befindet sich zwischen der Klosterstraße, der Parochialstraße und der Waisenstraße direkt hinter der alten Stadtmauer Berlins, die an dieser Stelle zu Teilen erhalten ist. Auf dem Kirchengelände liegt der historische Kirchhof mit einer Reihe alter Grabkreuze und -tafeln. Dahinter begrenzt das dreigeschossige Gemeindehaus der ehemaligen Evangelischen Georgen-Parochialgemeinde die Fläche. Im Jahr 1968 hatte sich die bis dahin eigenständige Parochial- mit der Georgengemeinde zusammengeschlossen, die schließlich 2003 durch Fusion in der Mariengemeinde aufging. Hinzu kommt ein Barockbau, der bereits 1708 gebaut wurde und als Gemeindehaus und Hospital diente, in den späten 1990er Jahren jedoch einen Teil der Theologischen Fakultät der Humboldt-Universität aufnahm.

## Vorgeschichte

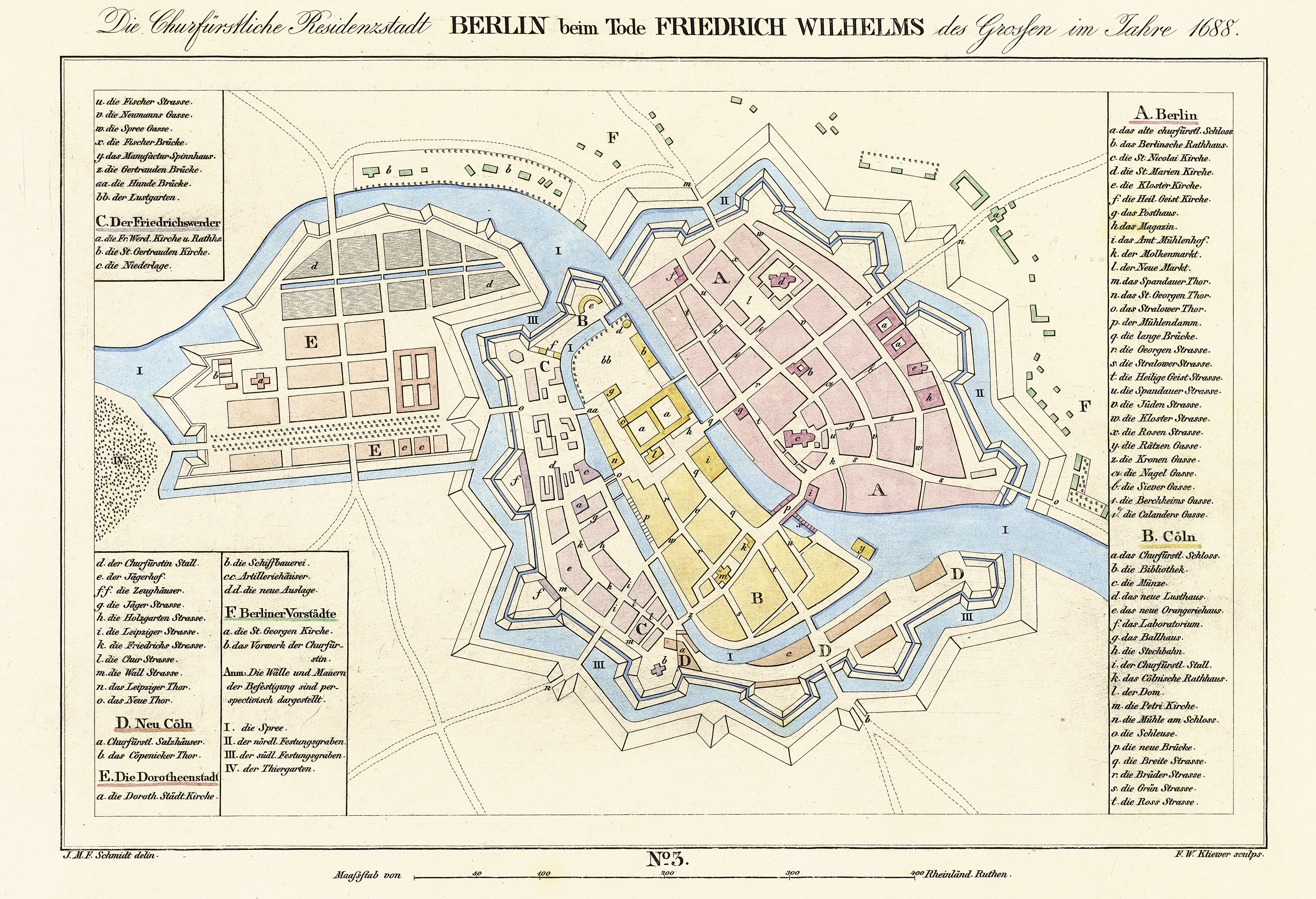
Cölln (gelb gefärbt) und Berlin (rot gefärbt) auf einem Stadtplan von 1688

Die Parochialkirche ist das erste Berliner Gotteshaus, das eigens für die Anhänger der reformierten Kirche gebaut wurde. Die reformierte Gemeinde in Berlin und Kölln war entstanden, nachdem der brandenburgische Kurfürst Johann Sigismund 1613 zum Calvinismus übergetreten war. Sie nutzte seit 1632 die lutherische Domkirche im damaligen Cölln sowie den dazugehörigen Begräbnisplatz und bat 1694 den Kurfürsten Friedrich III., den späteren König Friedrich I. von Preußen, um die Einwilligung in einen eigenen Kirchenbau in Berlin. Zu diesem Zweck erwarben die Geheimen Räte Eberhard von Danckelmann, Georg von Berchem und Joachim Scultetus von Unfried (1638–1705) im Auftrag der Kirchengemeinde das Grundstück zwischen der Klosterstraße und der Waisengasse, auf dem das Anwesen des ehemaligen kurfürstlichen Alchimisten, Chemikers und Glasmachers Johannes Kunckel stand. Der Kurfürst bestätigte den Kauf und genehmigte den Bau der Kirche für die Personalgemeinde ohne zugehörige Parochie, also ohne eigenes Gemeindegebiet, die aus den Anhängern der reformierten Kirche der Domgemeinde hervorging. Zu den Gemeindemitgliedern des ersten Jahrhunderts gehörten von Beginn an wichtige Vertreter der Berliner Politik und Kultur wie die Minister Johann Kasimir Kolbe von Wartenberg und Samuel von Cocceji, der Baumeister Johann Boumann, der Porzellanhersteller Wilhelm Caspar Wegely sowie der Gelehrte Wilhelm von Humboldt. Ihren aktuellen Namen trägt die vormalige Neue Reformierte Stadt- und Pfarrkirche seit der Bildung der Evangelische Kirche der altpreußischen Union 1817.

## Planungen von Johann Arnold Nering

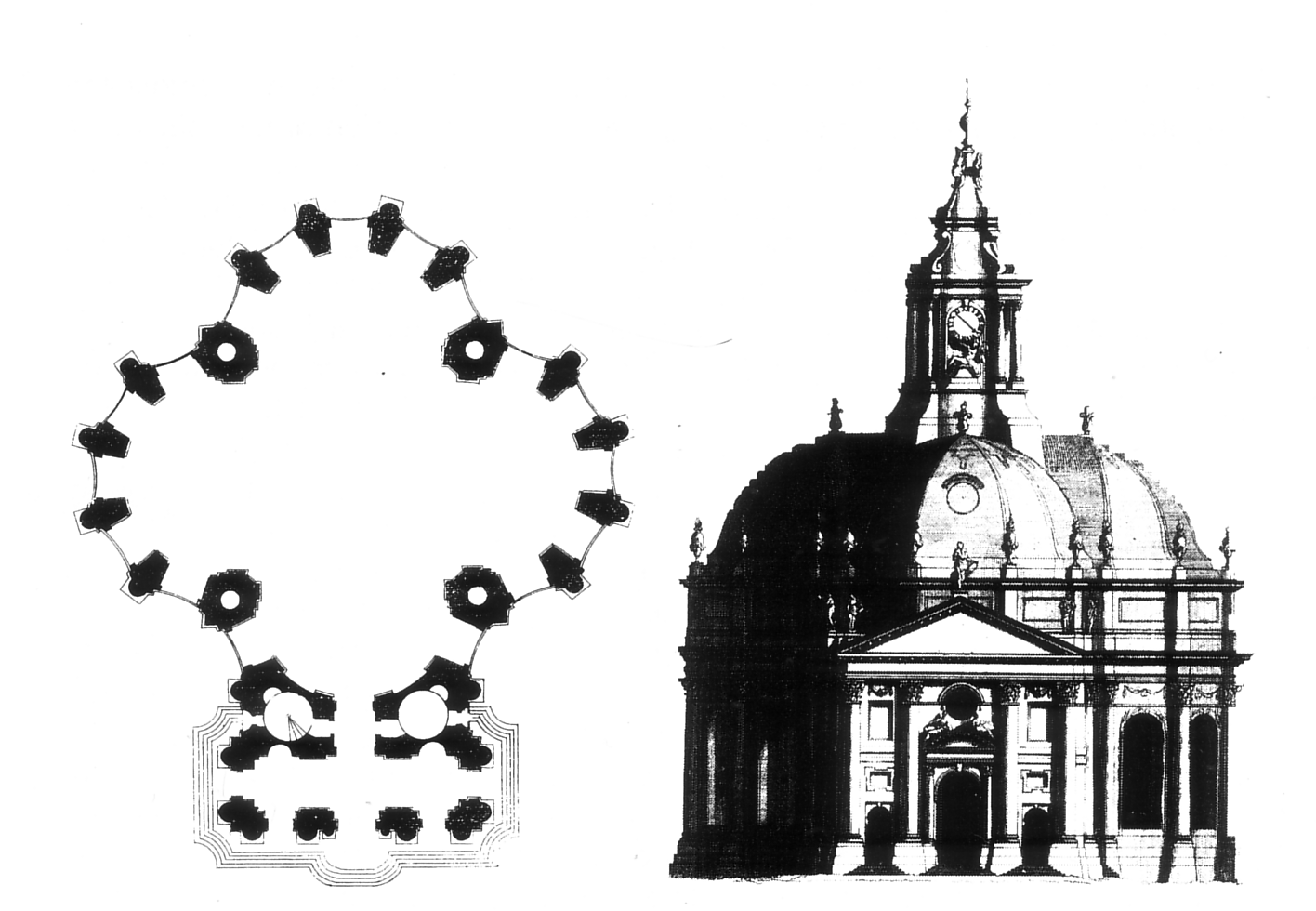
Entwurf von Johann Arnold Nering

Die Planungen für den ersten Bau der Parochialkirche lieferte im Jahr 1694 der Baumeister Johann Arnold Nering, den Friedrich III. am 18. Juni des Jahres mit dem Bau beauftragt hatte. Ihm unterstand als Kurfürstlich-Brandenburgischem Oberbaumeister das gesamte Bauwesen der Mark Brandenburg. Die Wahl dieses Mannes als Baumeister der Kirche machte die Bedeutung des Bauvorhabens besonders deutlich. Nerings Arbeiten, darunter etwa die Schlosskapelle Köpenick, zeichneten sich stark durch niederländische und italienische Einflüsse aus. Sein Entwurf für die Parochialkirche gilt als eines der reifsten Werke des Architekten, er verband beide Stilrichtungen. Als Hauptinspiration dienten offensichtlich die Nieuwe Kerk in Den Haag von Pieter Noorwits (1649/1656) und die Kirche Santa Maria della Consolazione in Todi (ab 1508). Wie diese Kirchen stellte auch sein Bauvorhaben einen einfach strukturierten Hauptraum mit vier geräumigen Konchen dar, die kreuzartig angeordnet sein sollten. Davor war ein Portikus mit einem von Säulen getragenen Giebel vorgesehen, der eine Eingangshalle enthielt. Als Dachkonstruktion plante Nering kupferbedeckte Kuppeln, die über einer hohen Attika aufsetzen und in deren Zentrum sich der dreietagige und säulenbestückte Turm der Kirche erhebt. Die Außenfassade erhielt durch korinthische Säulen eine schöne Struktur, außerdem waren Gesimse sowie eine vasenbekrönte Attika vorgesehen. Die konkav geschwungenen Wandteile zwischen den Säulen sollten Rundbogenfenster erhalten. Eine Empore im Innenraum war nicht vorgesehen, damit die Predigten im Zentrum des Gebäudes stattfinden konnten.
Am 15. August des Jahres 1695 legte Friedrich III. den Grundstein für das Kirchengebäude, der gemeinsam mit einem Kupferstich des Grundrisses, einer Bibel und einem Katechismus versenkt wurde. Baumeister Nering starb bereits im gleichen Jahr, am 21. Oktober 1695.

## Realisierung von Martin Grünberg

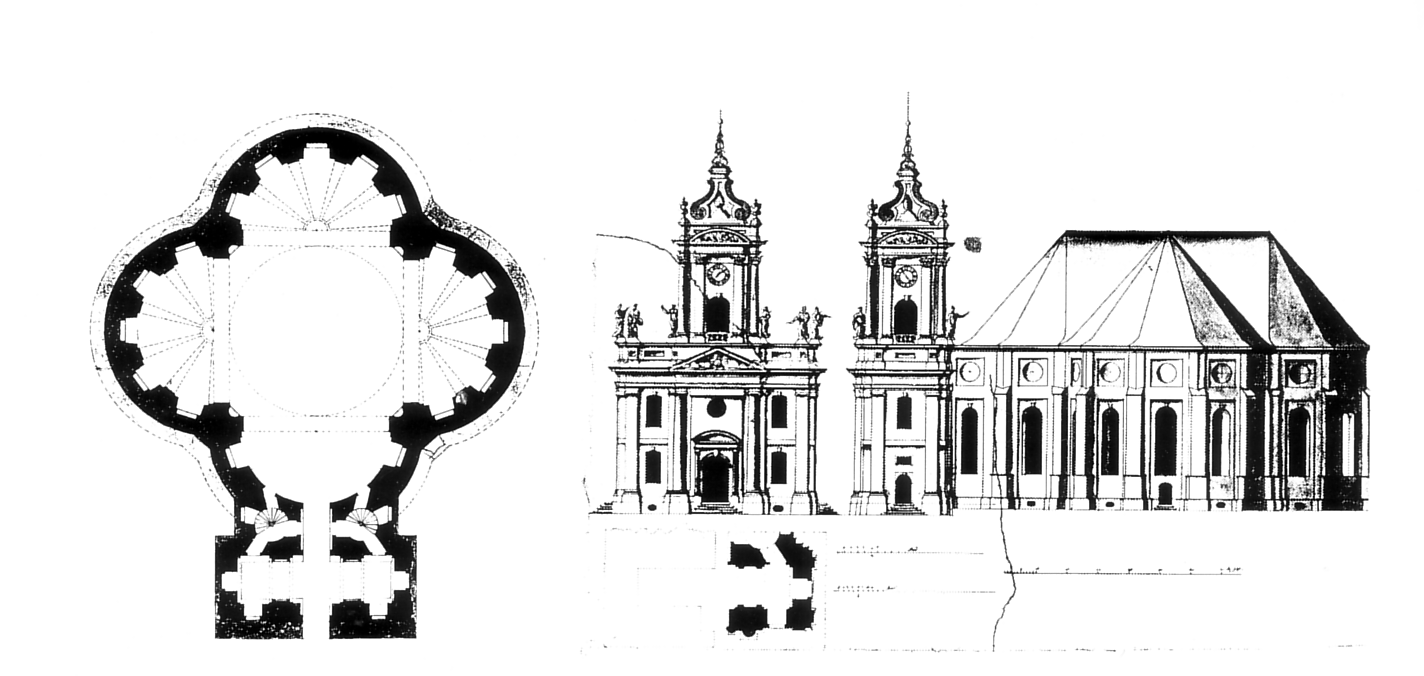
Entwurf von Martin Grünberg

Die Bauarbeiten an der Parochialkirche wurden an Nerings Nachfolger Martin Grünberg übergeben. Dieser versuchte, den Bau mit einem geringeren Budget durchzuführen, als die Planungen es vorsahen, und entwarf einen neuen Plan, der auf dem bereits vorhandenen Fundament aufbaute und entsprechend den gleichen Grundriss hatte. Grünberg verkleinerte den Gesamtbau, indem er die Fläche reduzierte, aber bei dem Grundaufbau der Vierkonchenhalle blieb, die jedoch deutlich schlichter ausgeführt wurde. Die Kuppelgewölbe wurden abgesenkt und die Kuppeln durch Walmdächer ersetzt, die Wände verloren ihre konkaven Formen und wurden geglättet. Auch die Attika und die Gesimse entfielen, und die korinthischen Säulen wurden durch einfachere Strebepfeiler zur Stabilisierung ersetzt. Der Grundentwurf des Turmes blieb auch bei Grünberg bestehen, er setzte ihn jedoch auf eine Vorhalle, die Nerings Portikus ersetzte, statt ins Zentrum des Gebäudes. Anders als Nering geplant hatte, baute Grünberg eine Empore in den Hauptraum ein. Die erneute Grundsteinlegung, an der auch das Kurfürstenpaar teilnahm, wurde 1695 mit großem zeremoniellen Aufwand begangen.
Am 27. September 1698 stürzte das fast vollendete Dachgewölbe in sich zusammen. Nach einer notwendigen Umplanung, an der auch der Architekt Andreas Schlüter beteiligt war, und dem weiteren Aufbau konnte das Kirchengebäude schließlich am 8. Juli 1703 eingeweiht werden. Auch hieran nahm das preußische Herrscherpaar, inzwischen mit königlichen Würden ausgestattet, teil. 1705 war der Bau mit Ausnahme des Turmes abgeschlossen, der gerade die Höhe des Daches erreichte und nur aus dem ersten Geschoss bestand, eine Turmspitze war nicht vorhanden.
Das von Grünberg fertiggestellte Gebäude ist ein Barockbau mit hellem Putz. Die Fassade wird durch hohe Rundbogenfenster aufgelockert, und ein hohes Portal bildet den Eingang, ebenfalls mit einem Rundbogen als oberem Abschluss, das von zwei mächtigen Pilastern flankiert wird. Weitere Schmuckelemente und Fenster verschiedener Form fanden sich vor allem am Turm der Kirche sowie im Bereich des Daches. 1705 entstand eine Kanzel nach Entwürfen von Georg Gottfried Weyhenmeyer.

## Orgeln

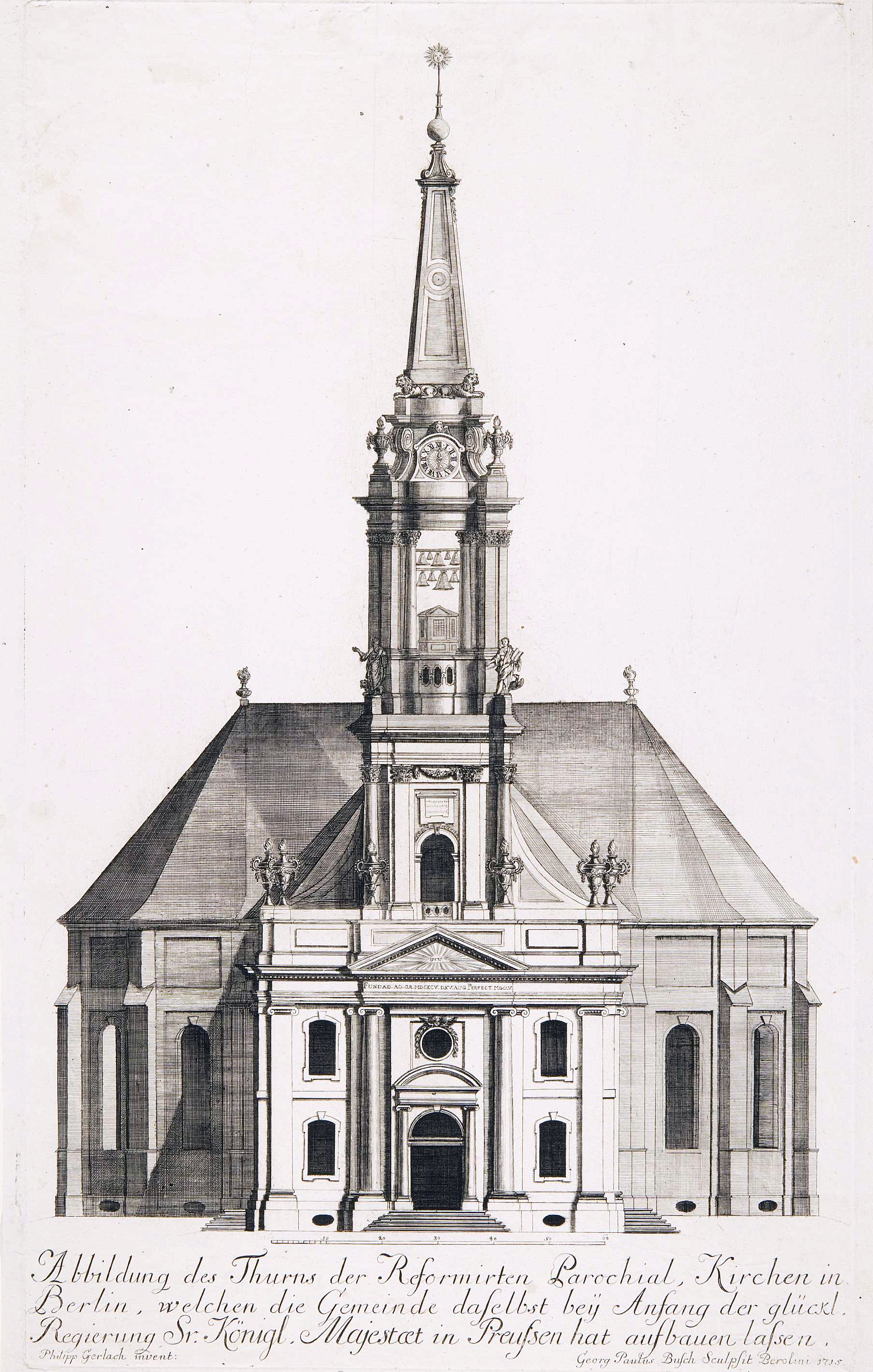
Stich der Parochialkirche von 1715

Im Jahr 1732 wurde ein Positiv von Joachim Wagner in die Kirche eingebaut, das später für 35 Reichstaler an das Berliner Armen- und Waisenhaus verkauft wurde. Wohl 1733 erfolgte die Einweihung der neuen Orgel, die auch ein Werk Wagners war. Die 34 Register mit 1660 Pfeifen verteilten sich auf zwei Manuale und Pedal. Der Preis betrug 3061 Reichstaler. Namhafte Organisten und Komponisten beurteilten den Klang dieser Orgel als ausgezeichnet. In Zeitabständen von etwa 30 Jahren gab es Umbauten mit Anpassungen an den jeweiligen Zeitgeschmack. Im Jahr 1851 disponierte der Berliner Orgelbauer Carl August Buchholz das Instrument im Sinne der romantischen Ästhetik um. Die Orgel hatte nun 41 Register. Im Jahr 1903 nahm Orgelbauer Sauer (Frankfurt (Oder)) einen Neubau vor unter Beibehaltung des Prospekts und einiger Pfeifenreihen. Danach war die Orgel auf 45 Register auf drei Manualen und Pedal angewachsen. Orgelmusik der Hochromantik wie die von Max Reger, Charles-Marie Widor und anderen konnte nun authentisch zu Gehör gebracht werden. Im Jahr 1931 schlug Orgelbauer Walcker aus Ludwigsburg vor, eine Chororgel hinter dem Altar zu installieren. Ihre Verwirklichung und der erneute Umbau der Hauptorgel erfolgten 1935–1937 durch Orgelbau Sauer, deren Inhaber Oscar Walcker war. Die Orgel besaß nun vier Manuale und 60 Register. Über das Klangbild konnte man sich nur schwer einigen, orientierte sich aber schließlich wieder am originalen Konzept Joachim Wagners. Im Kriegsjahr 1944 wurden beide Orgeln zerstört.

## Der Turmbau und die „Singuhr“
Im Jahr 1713 schenkte König Friedrich I. der Parochialkirche ein Carillon (Glockenspiel), das zwischen Dezember 1700 und 1704 von Johann Jacobi für den Berliner Münzturm gegossen worden war. Von dessen ursprünglich 37 Glocken, deren Tonfolge vermutlich mit einem Bourdon (tiefen) es0 begann und sich unter der damals üblichen Auslassung der beiden nächsten Halbtöne von fis0 bis f4 fortsetzte, fehlten inzwischen aber zwei. Nach dem Zusammensturz des Münzturms sollte dieses Carillon einen neuen Platz finden. Um es einbauen zu können, erteilte der König Jean de Bodt den Auftrag, den nicht vollendeten Turm von Martin Grünberg zu vollenden und mit einer eigenen Etage für das Glockenspiel zu bestücken. Jean de Bodt nutzte dafür seinen nicht verwirklichten Entwurf für den Neubau der Domkirche aus den Jahren um 1706.
Den Bau führte allerdings Philipp Gerlach aus, den Friedrich Wilhelm I. beauftragte. Abweichend von dem Entwurf, in dem de Bodt eine Bekrönung des Turmes mit einem Polygon vorgesehen hatte, setzte Gerlach eine schlanke, obeliskartige Turmspitze auf, ansonsten übernahm er die Pläne weitestgehend.
Das Glockengeschoss ist offen und von vier Ecksäulen umstanden, die in der Literatur sowohl mit der römischen Baukunst von Carlo Rainaldi an Sant’Agnese in Agone in Rom als auch mit britischer Baukunst von Christopher Wren am Turm von St. Vedast in London in Verbindung gebracht werden. Geschmückt wurde der Turm mit Steinbildhauerarbeiten von Johann Georg Glume, Johann Gottfried Weyhenmayer und Johann Conrad Koch, unter anderem vier Löwen. Diese befanden sich unter der Turmspitze und schienen sie zu tragen. Am 24. April 1714 war der Bau des Turmes abgeschlossen, danach wurde das Glockenspiel eingebaut, das 1715 erstmals erklang. Die von Philipp Gerlach entworfene Garnisonkirche in Potsdam wurde von 1730 bis 1735 ebenfalls auf Anordnung König Friedrich Wilhelms I. von Preußen errichtet und hat große Ähnlichkeit mit der Berliner Parochialkirche.
Wegen des leicht unsauberen Klanges wurde ein neues Glockenspiel beim Glockengießer Jan Albert de Grave in Auftrag gegeben. Er fertigte es 1714 bis 1717 aus 37 Bronze-Glocken, von denen die größten aus dem Erstguss von Jacobi stammten. Eine komplizierte, von einem im Turm eingebauten Uhrwerk gesteuerte Mechanik trieb das Glockenspiel an. Die Glockenmelodien waren sehr variabel und ertönten stündlich. Das Brüllen der Löwen schloss jedes Spiel ab.
Zu den verschiedenen kirchlichen Feiertagen wurden die Melodien 14 bis 15 Mal im Jahr gewechselt. Das Glockenspiel erhielt in der Berliner Bevölkerung die Bezeichnung „Singuhr“ und wurde bald europaweit bekannt. Anfang der 1930er Jahre gab es sogar Rundfunkübertragungen des Glockenspiels, vor allem mit dem Organisten Wilhelm Bender.
Weil das komplette Turmoberteil im Zweiten Weltkrieg zerstört wurde, sind die originalen Löwen vermutlich für immer verloren. Die Glocken wurden nach Kriegsbeginn in ein Reservelager (in Hamburg) gebracht; sie wurden aber nicht eingeschmolzen.

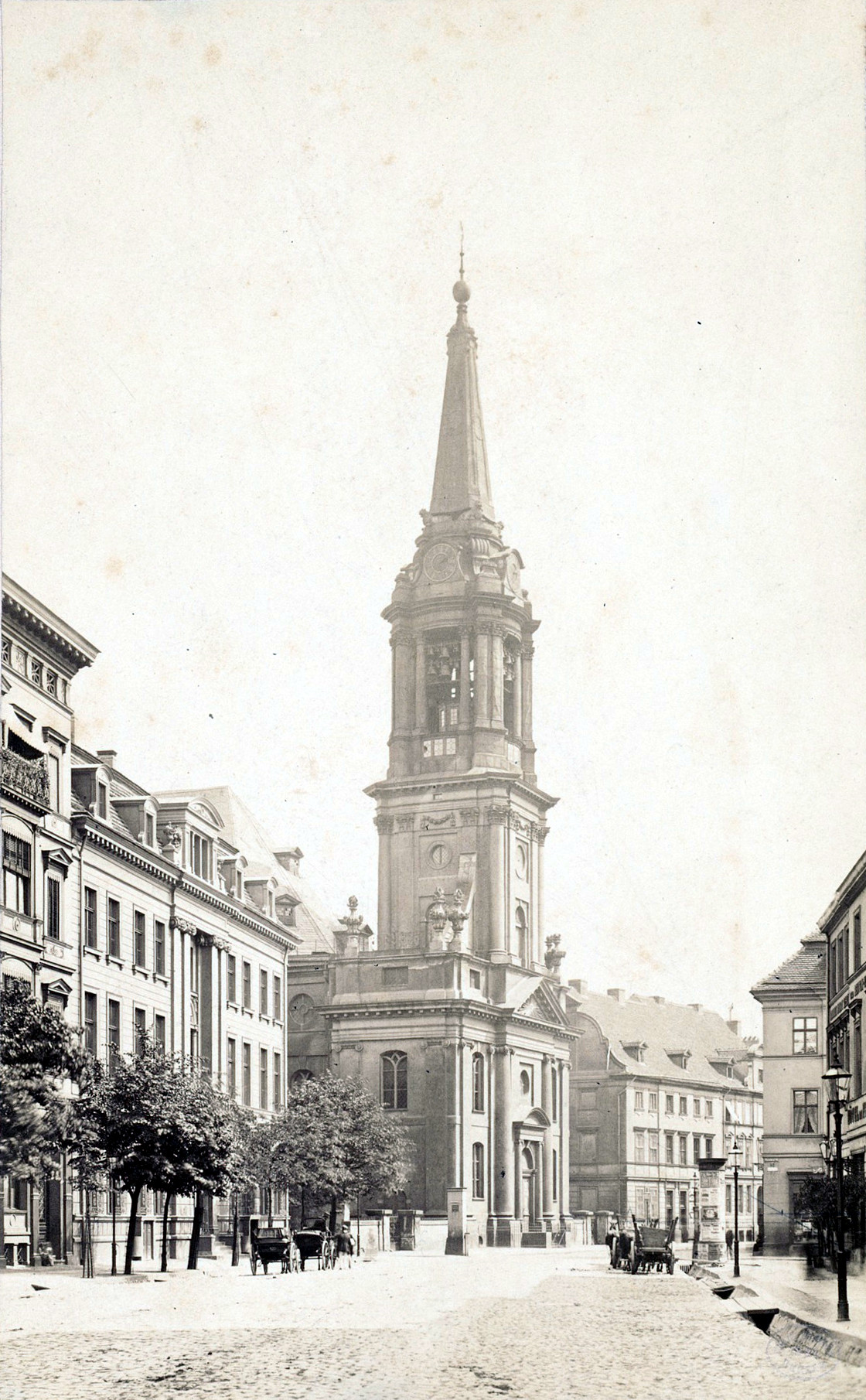
Kirche, 1881
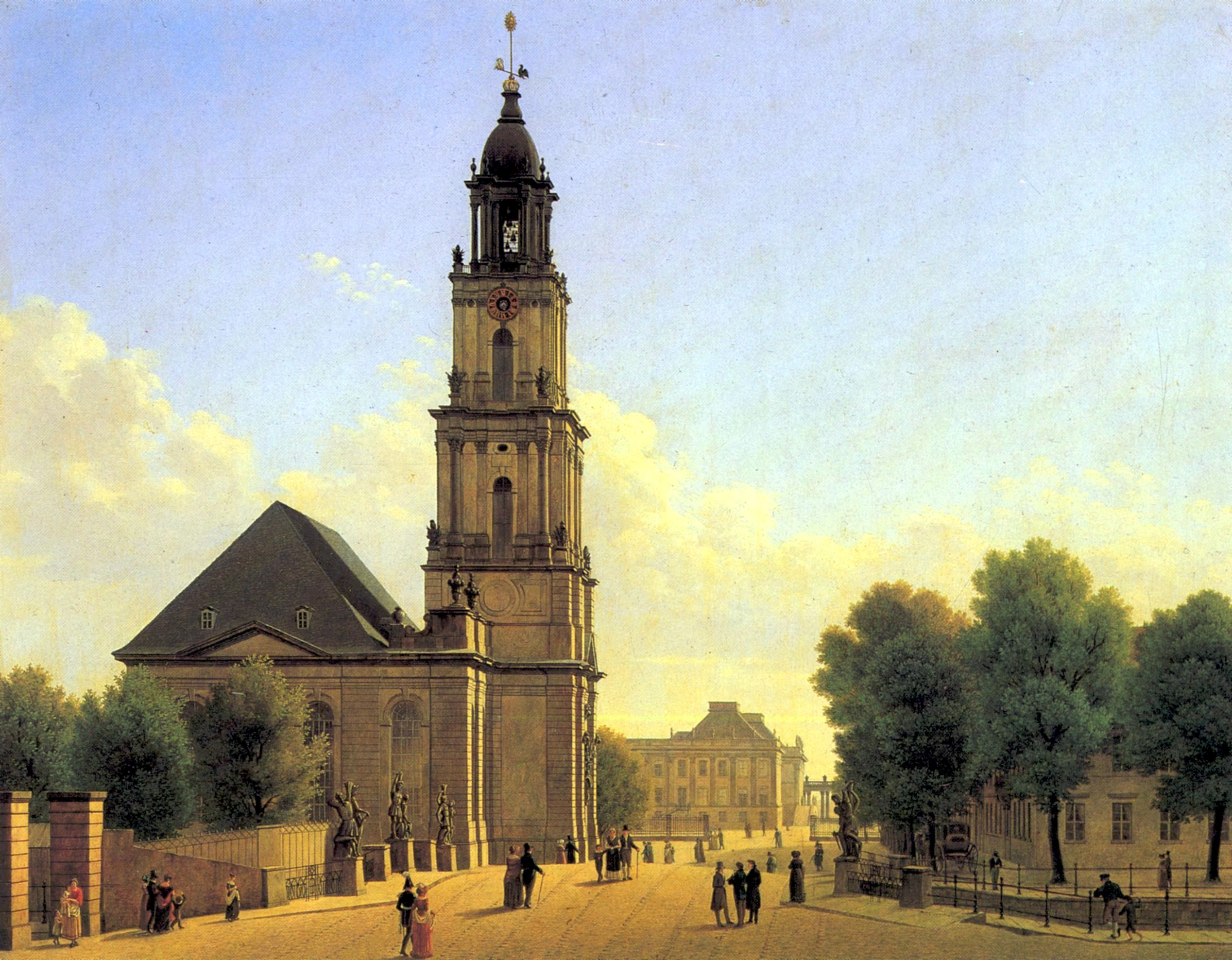
Garnisonkirche in Potsdam, 1827
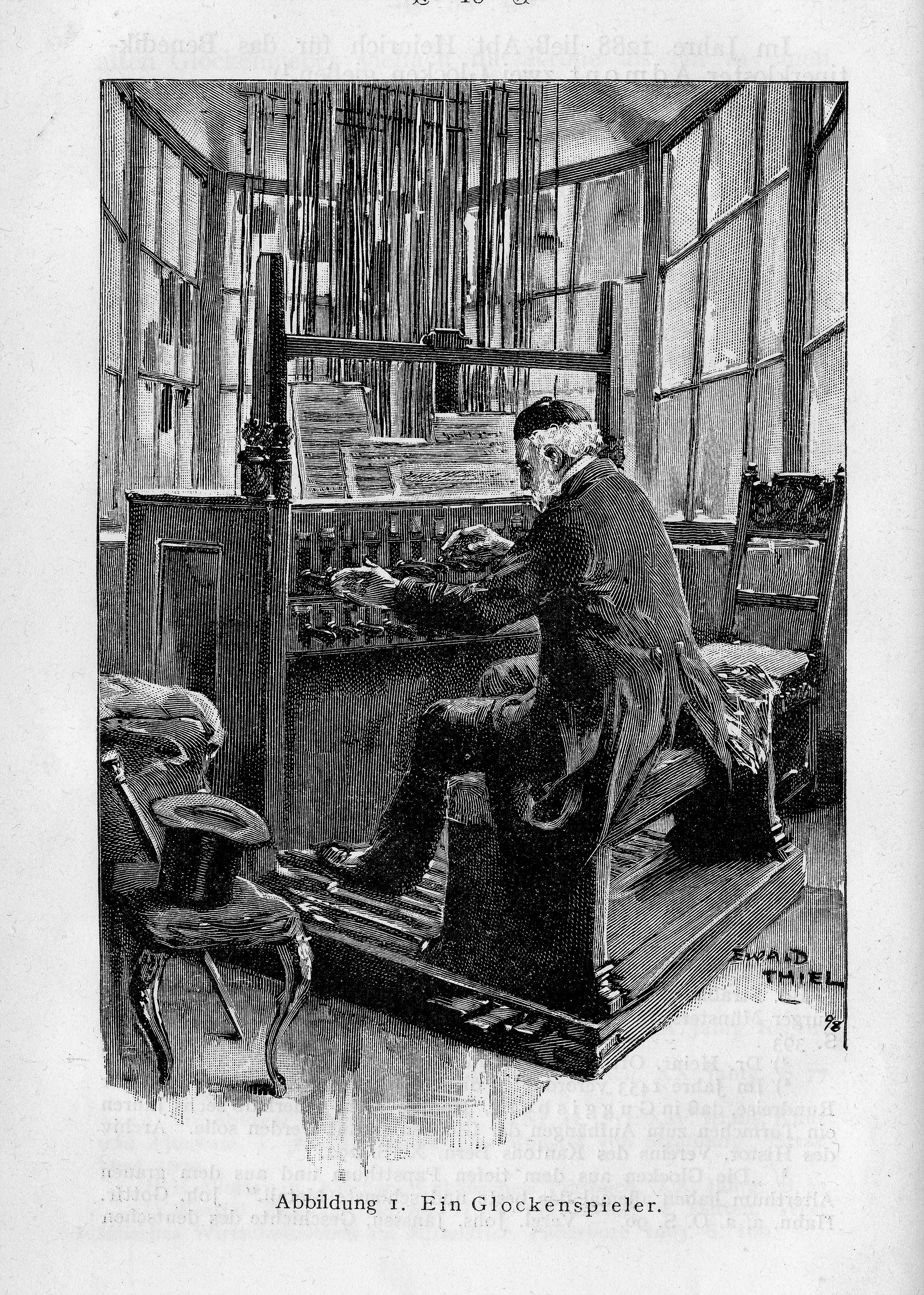
Glockenspieler am Klavier von Ewald Thiel, 1913

## Veränderungen des 19.Jahrhunderts
Im 19. Jahrhundert wurden in der Kirche einige kleinere Umbauten vorgenommen, vor allem am Innenraum. Die von Grünberg eingebaute Empore wurde 1837/1838 durch eine neue ersetzt. Diese wurde gemeinsam mit den Einbauten im Bereich der Sakristei 1884/1885 von Gustav Knoblauch und Hermann Wex wieder entfernt, um den ursprünglich von Nering gewünschten Raumeindruck herzustellen. Die Nord- und die Südostseite erhielten kleine Anbauten, die die Sakristei und einen Unterrichtsraum aufnehmen sollten. Die zentrale Kanzel wurde später an den Südostpfeiler verlegt, und eine neue Empore für die Orgel entstand im Westbereich auf Eisenstützen. Das Deckengewölbe und die Wände bekamen eine ornamentale Malerei, und die barocken Steinelemente wurden herausgenommen. Die Fenster wurden durch Sandstein gegliedert. Das Glas wurde farbig und die Chorfenster durch Grisaillemalerei verziert.

## Kirchengebäude zwischen 1944 und dem Ende der DDR

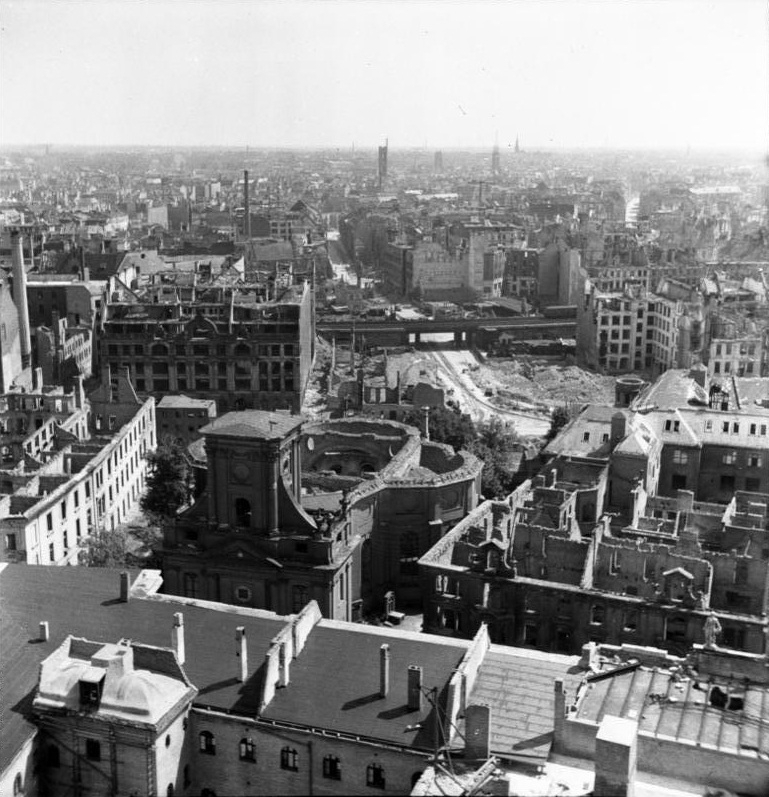
Kirchenruine im Trümmerfeld Berlins, 1947

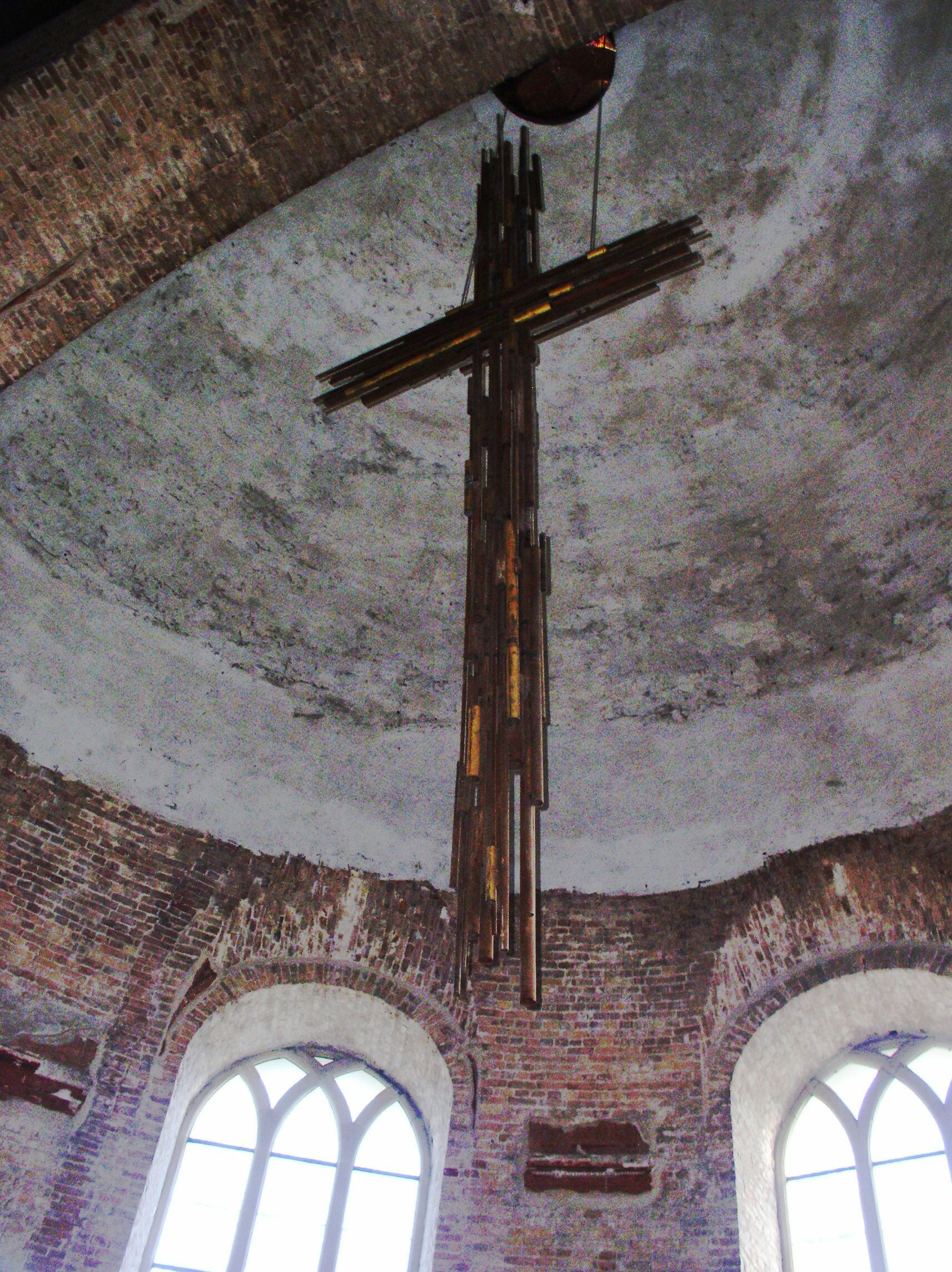
Eisenkreuz im Innenraum der Kirche, geschaffen 1961 vom Kunstschmied und Metallbildhauer Fritz Kühn, Höhe: 11 Meter

Bei einem alliierten Luftangriff fielen am 29. Mai 1944 Brandbomben auf die Kirche, wobei sie mitsamt der Innenausstattung bis auf die Umfassungsmauern ausbrannte und die oberen Teile des Turms mit dem Glockenspiel in das Kirchenschiff stürzten. Im Jahr 1946 erhielt der Turmstumpf ein Notdach und der über der Vorhalle liegende, erhalten gebliebene Turmsaal konnte als Gottesdienstraum eingerichtet werden. In der DDR-Zeit überspannte die Kirche seit 1950/1951 ein dem ursprünglichen Zustand entsprechendes Schieferdach. Fritz Kühn fertigte 1961 aus gefundenen Schrottteilen der Kirche ein Eisenkreuz, das im Altarraum aufgehängt wurde. Am 20. August 1961, eine Woche nach dem Bau der Berliner Mauer, fand in der Kirche der letzte Gottesdienst statt. Danach diente das Gebäude anfangs für Ausstellungen und Konzerte, ab 1970 als Lager für Möbel.
Anlässlich der Aufwertung des Altstadtbereichs zur 750-Jahr-Feier Berlins erhielt das Gebäude 1988 ein mithilfe eines der Kirchenbauprogramme in der DDR finanziertes neues Dach.

## Umfassende Erneuerung seit 1990

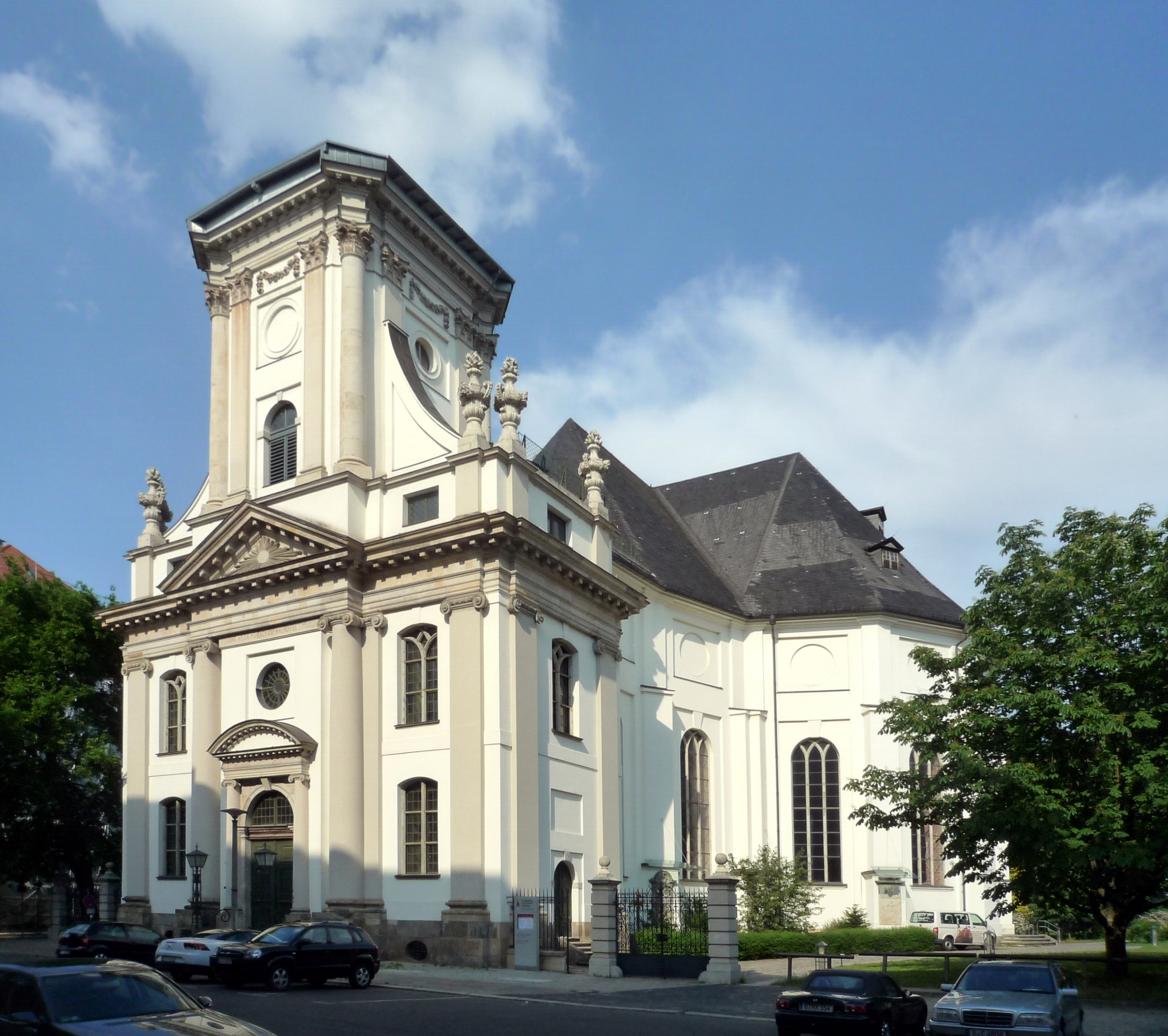
Parochialkirche, 2011, noch ohne wiederaufgebautem Turmhelm

### Haupthaus und Ausstattung
Mit der Wiedervereinigung der Stadt begann ein intensiver Sanierungs- und Restaurierungsprozess im historischen Berliner Stadtkern, wozu ab 1991 auch die schrittweise Wiederherstellung der Parochialkirche gehörte. Die Arbeiten an der Vorhalle und am Turmstumpf wurden 2001 und am Kirchenschiff 2004 abgeschlossen. Auf der Attika der Vorhalle konnte die einzige noch erhaltene originale Flammenvase zusammen mit fünf Kopien aufgestellt werden.
Der Hauptraum der Kirche wurde im Rahmen der Arbeiten so weit wiederhergestellt, dass er unbedenklich genutzt werden kann. Der denkmalpflegerische Plan der Architekten Kuehn und Malvezzi lehnte eine Rekonstruktion der Innenraumfassung ab und beließ einen ruinösen Zustand, sodass die Wände unverputzt als Rohbau stehen und die Decke zum Dachstuhl offen ist. In die Fenster des Kirchenraums wurde mundgeblasenes Glas eingebaut und im Inneren das Schrottkreuz aus der Werkstatt des Kunstschmieds Fritz Kühn in der Ostkonche postiert. Der Vorraum ist ebenfalls weitestgehend leer. An den Wänden hängen als Epitaphien die Grabsteine der früheren Gemeindemitglieder Georg von Berchem, Friedrich Ludwig Hermann Muzell und August Ludwig Carl Graul. Eine einfache Treppe führt in das Obergeschoss. Neben seltenen Gottesdiensten zu besonderen Anlässen dient der Kirchenraum vor allem als Ausstellungsraum für Kunstprojekte sowie für andere Veranstaltungen. Für den weiteren Aufbau und die mögliche Rekonstruktion werden Spenden gesammelt.
Im Jahr 2022 wurde in der Kirche u. a. die Exposition Die großen Meister der Renaissance: Weltberühmte Kunstwerke in Berlin installiert.

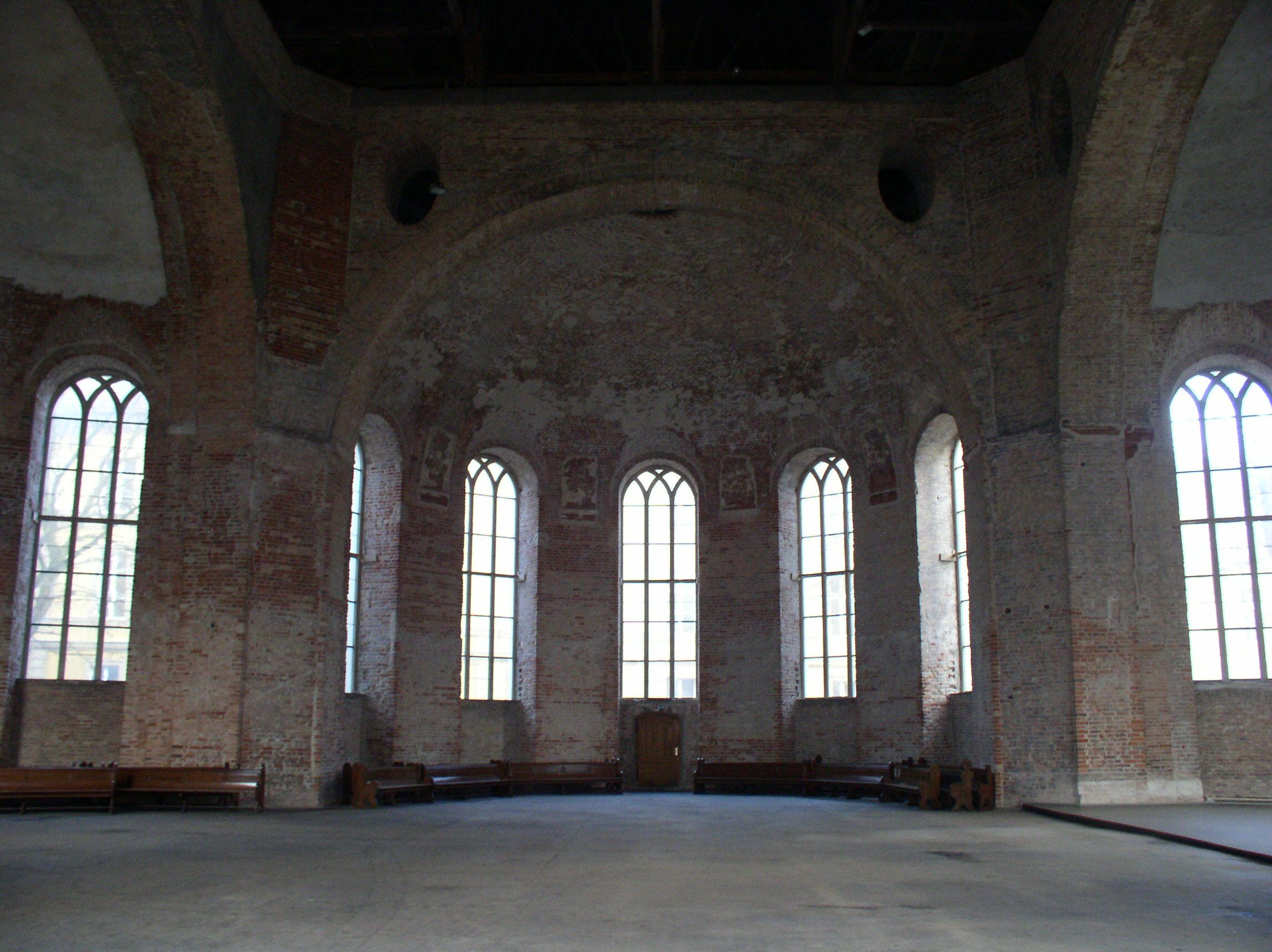
Blick in den zunächst karg und ruinös belassenen Innenraum, 2005
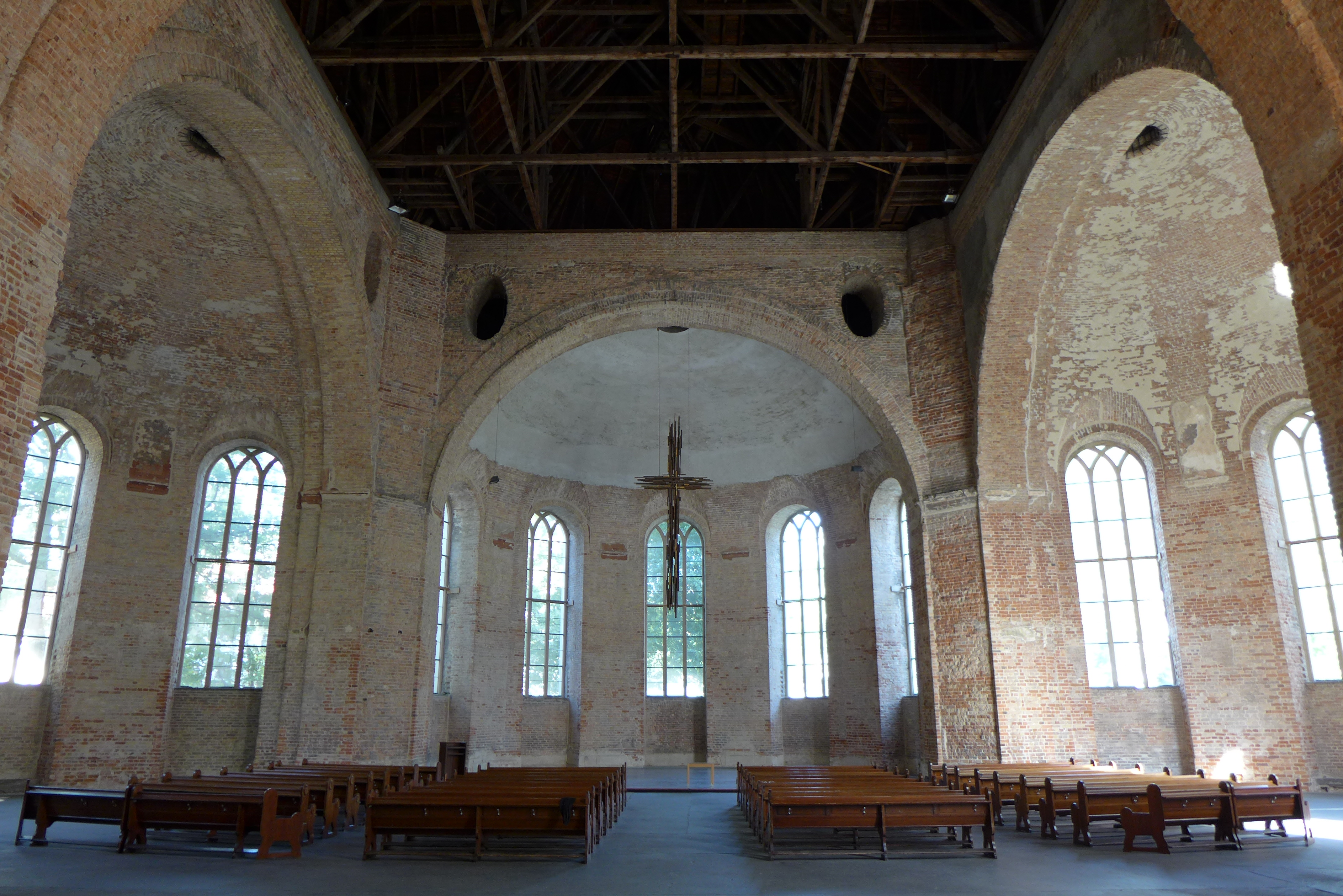
Blick zur Apsis mit Kreuzinstallation
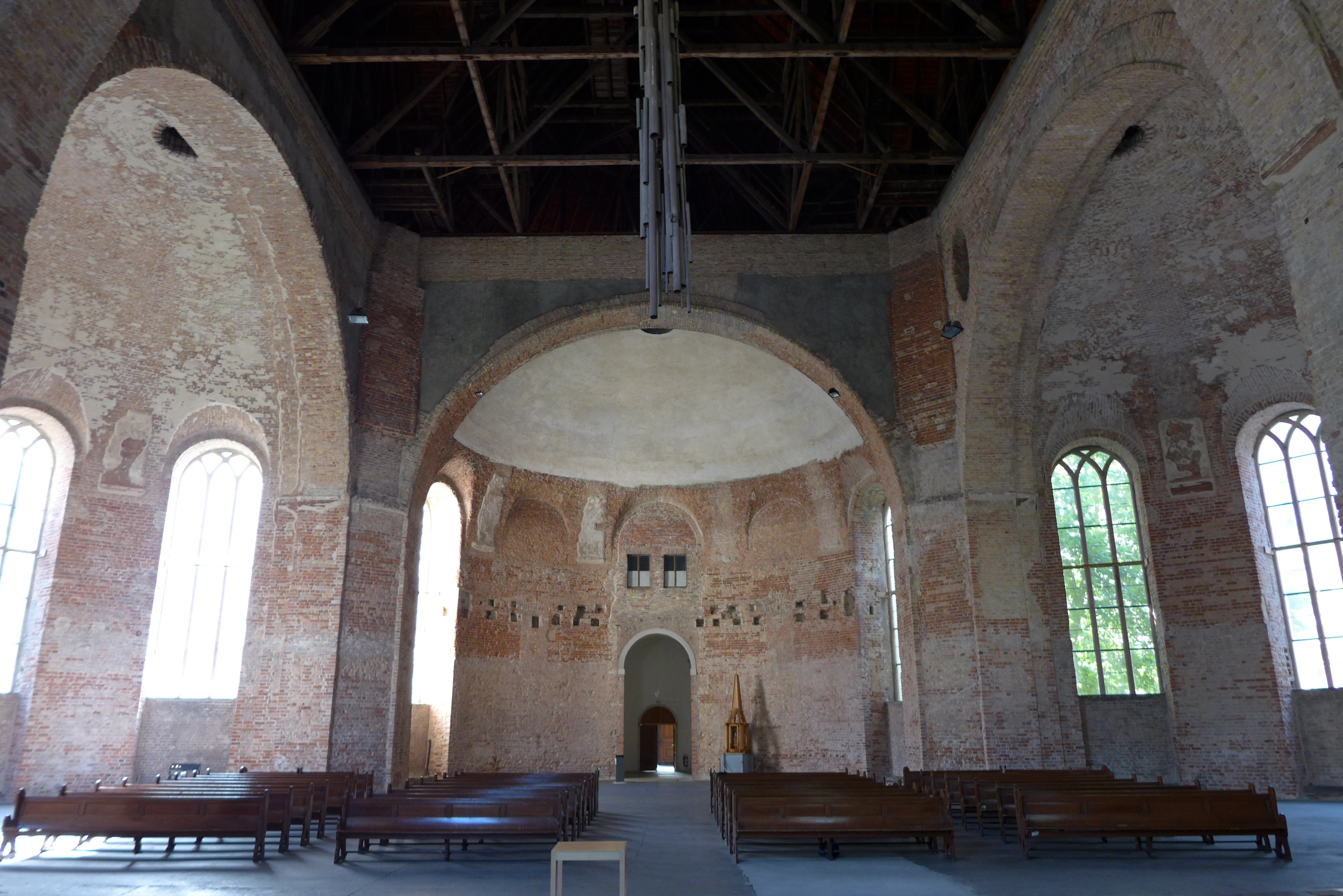
Blick von der Apsis zum Eingang
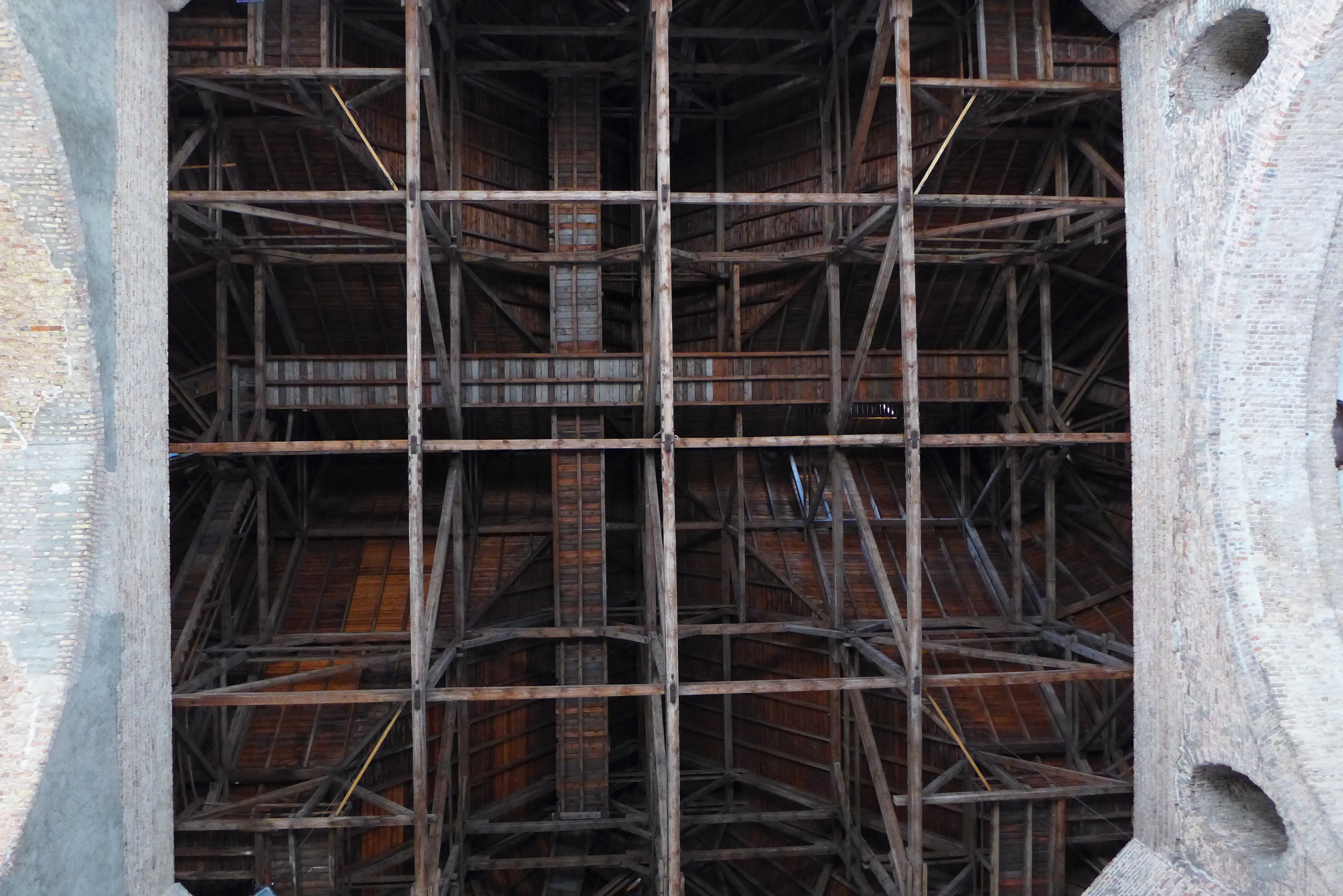
Blick in den offenen Dachstuhl der Vierung

### Wiederaufbau von Kirchturm und Glockenspiel 2016

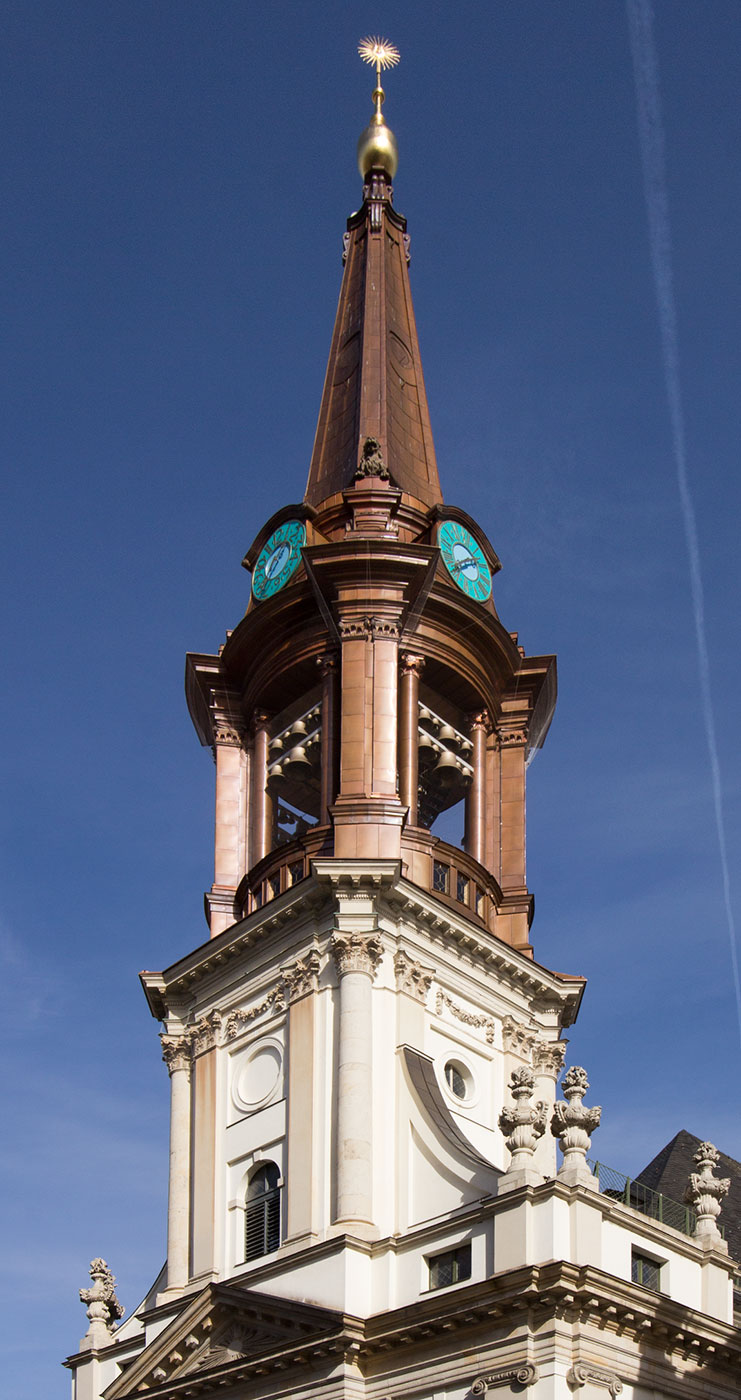
Kirchturm mit dem Glockenspiel, 2017

Für den angestrebten Wiederaufbau der kriegszerstörten Turmspitze und des Glockenspieles initiierte der Verein Denk mal an Berlin im Sommer 2008 eine Spendensammlung. Die Baukosten für die Rekonstruktion des Kirchturms wurden – inklusive der Wiederherstellung des Glockenspiels – auf 3,5 Millionen Euro veranschlagt.
Im Sommer des Jahres 2014 bewilligte die Lottostiftung einen Betrag von zwei Millionen Euro, der zusammen mit einer Privatspende des Unternehmers Hans Wall in Höhe von 420.000 Euro den Beginn für den Turmwiederaufbau ab Februar 2015 sicherte. Die Pläne für einen neuen Turm in Konturen des ursprünglichen erstellte der Architekt Jochen Langeheinecke aus Werneuchen. Der Turm hat oberhalb einer Glockenstube und eines Raumes für den Glockenspieler (Carilloneur) eine hölzerne Spitze erhalten und ist mit grauem Kupferblech verkleidet worden. Im August 2015 erhielt die Glockengießerei Eijsbouts den Auftrag und am 22. Februar 2016 wurden die Glocken gestimmt. Das Richtfest für die neue Kirchturmspitze und das Carillon fand am 1. Juli 2016 statt. Anlässlich der Einweihung am 23. Oktober 2016 gab der Carilloneur Wilhelm Ritter aus Kassel ein Konzert.
Das neue Glockenspiel (Carillon) besteht nun aus 52 Glocken und wird elektro-pneumatisch angetrieben. Das Gesamtgewicht wird mit 8.600 kg angegeben, dabei wiegt die größte Glocke 1.490 kg, die kleinste 8 kg. Ihre Stimmung geht von d1, e1 bis fis5.
Zwei Glocken aus dem alten de Graveschen Glockenspiel blieben unversehrt. Als Geläut für Gottesdienste wurden sie in einem eigenen Holzglockenstuhl im Glockenstubengeschoss aufgehängt. Die kleinere Glocke wird täglich um 9, 12 und 18 Uhr zum Gebet geläutet. Zu den gleichen Zeiten ertönt auch das Carillon, zusätzlich jedoch um 15 Uhr.
- Konzert zur Einweihung des Glockenspiels am 23. Oktober 2016 (Ausschnitt)

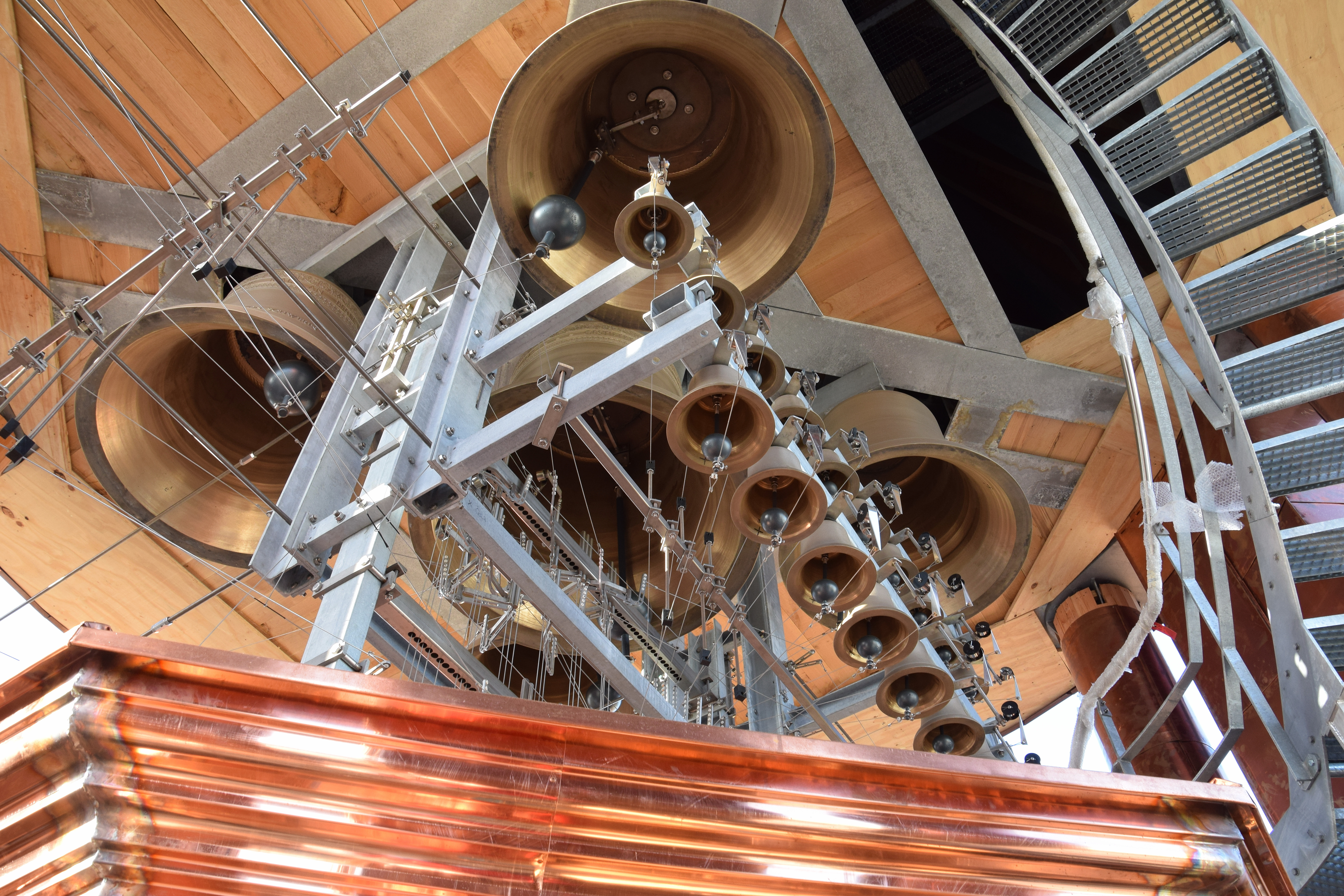
Neues Glockenspiel (Carillon) der Parochialkirche
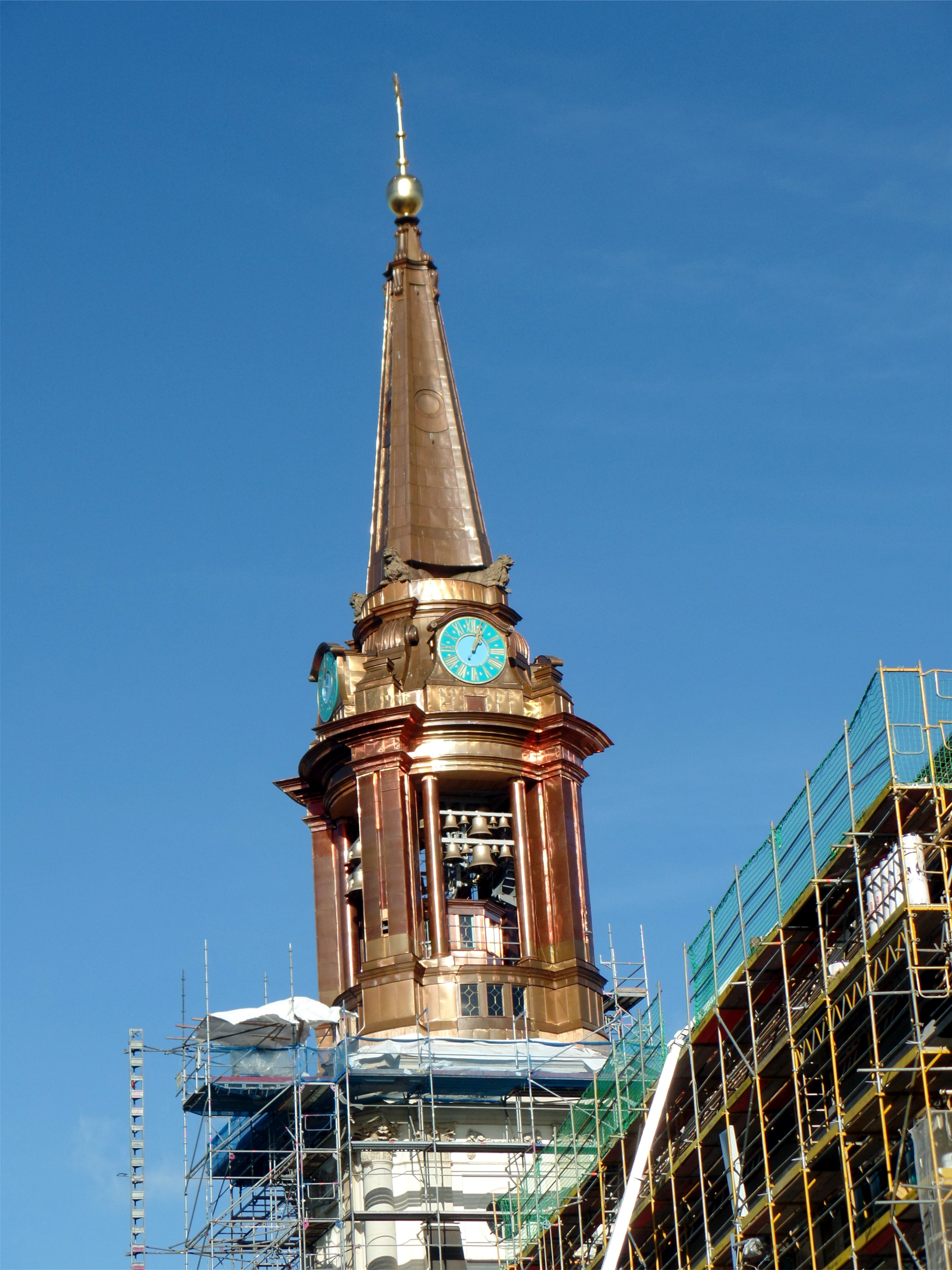
Wiederaufbau der Turmspitze, Zustand Ende Oktober 2016

## Kirchhof und Gruft

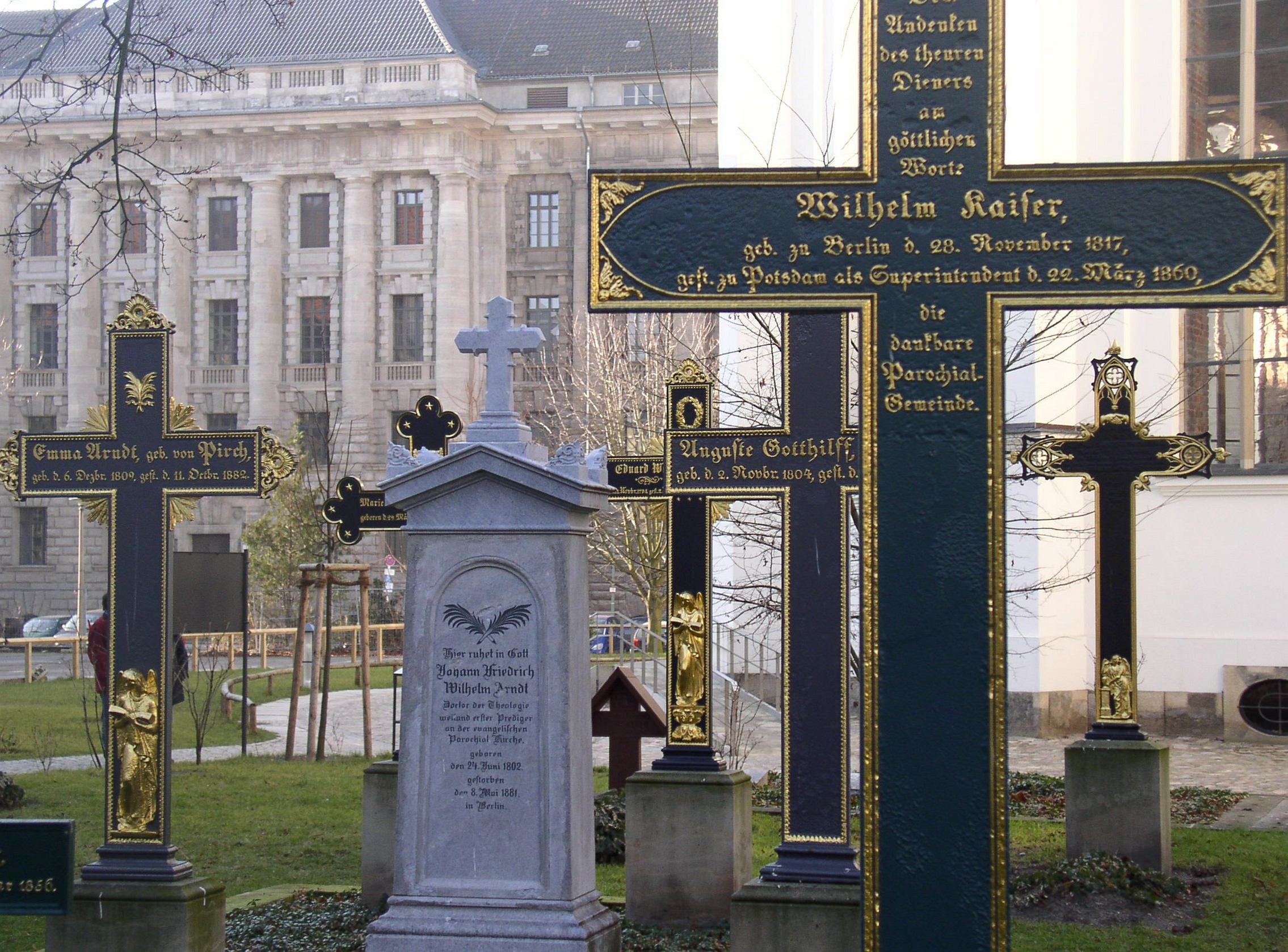
Parochialkirchhof

Der Kirchhof gehört zu den ältesten erhaltenen kirchlichen Friedhöfen Berlins. Wie die Kirche wurde auch er von König Friedrich I. und seiner Gemahlin Sophie Charlotte 1705 eingeweiht. Er war der erste Kirchhof einer reformierten Gemeinde in Berlin, die bis dahin ihre Verstorbenen auf dem Begräbnisplatz der Domkirche beerdigte. Ab 1706 sind die ersten Beerdigungen auf dem Parochialkirchhof belegt. Neben dem räumlich sehr begrenzten Begräbnisfeld wurden sogenannte Seitengewölbe eingerichtet. Trotz der kleinen Fläche sind 5338 Beerdigungen auf dem Feld und 247 in den Gewölben dokumentiert. Zu den bekanntesten Personen des 18. und 19. Jahrhunderts, die hier begraben wurden, gehören der Theologe und Gelehrte Daniel Ernst Jablonski (1660–1741), der „Kammertürke“ Friedrich Aly (ca. 1666–1716), die königliche Erzieherin Auguste Henriette Bock (1762–1845) sowie der Gründer der ersten Berliner Porzellanmanufaktur Wilhelm Caspar Wegely. 1854 wurde der Friedhoff offiziell geschlossen, danach fanden nur noch vereinzelte Begräbnisse statt. Die letzten hier beerdigten Personen waren zwei Kriegstote aus dem Jahr 1945. Im Jahr 1888 wurde die heutige Parochialstraße verbreitert, nachdem 1862 die Parochialkirch-Gasse in sie einbezogen worden war. Dabei wurde ein Teil der Grabflächen geräumt und überbaut; einige der Leichname kamen in die Gemeinschaftsgruft des Kirchhofs.

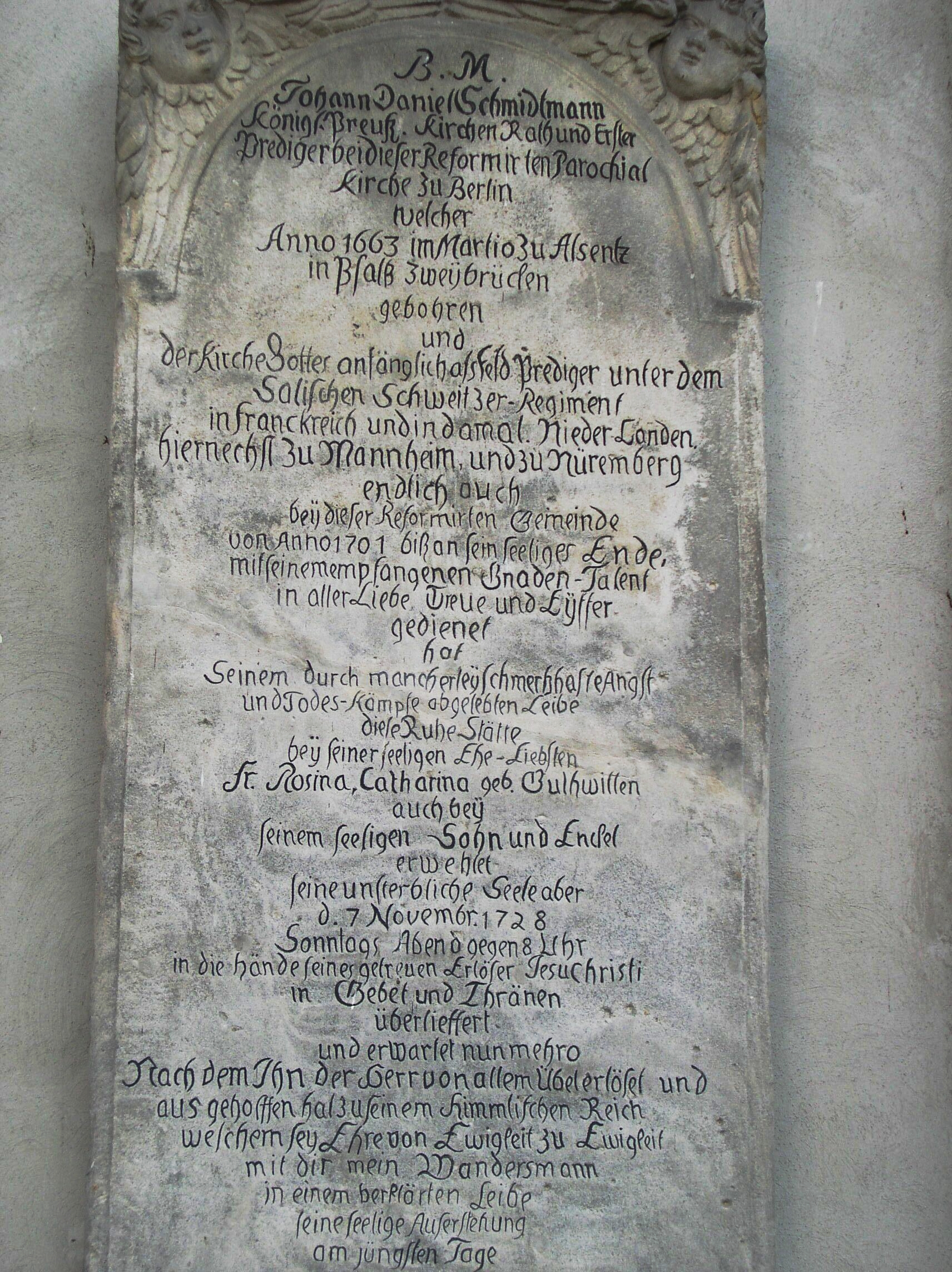
Epitaph an der Kirchhofswand

Auf dem Kirchhof fallen vor allem die erhaltenen eisernen Kreuze und Grabsteine aus dem 19. Jahrhundert ins Auge. Die rückwärtige Mauer ist zudem mit Epitaphien aus dem frühen 18. Jahrhundert bestückt. Zwei größere Mausoleen, deren Rückwand auch an die Mauer reichen, sind ebenfalls erhalten. Eines davon ist keiner Familie mehr zuzuordnen und wird deshalb schlicht Mausoleum II genannt. Das andere ist das barocke Erbbegraebnis des Director Brink aus dem 17. Jahrhundert, das durch einen Kapellenbau aus dem 19. Jahrhundert im spätklassizistischen Stil erweitert wurde und einzigartig in Berlin ist. Besonders auffällige Gräber sind außerdem die Grabdenkmäler „Ankersheim“ und „Pistor“ sowie das Tisch-Grabmal Bock, das von August Stüler entworfen wurde. Eine Engelsfigur schmückt zudem ein größeres Gemeinschaftsgrab im Zentrum des kleinen Kirchhofs.
Größere Umgestaltungen des Kirchhofs gab es um 1936 vor allem im direkten Bereich um die Kirche und das Gemeindehaus. Mit der Zerstörung der Kirche 1944 wurde auch der Kirchhof in Mitleidenschaft gezogen und die Restaurierung erfolgte nur sehr schleppend. Erst 1988 begann eine Restaurierung der Kirche, und ab 1999 wurde der Kirchhof gesichert. Hierzu wurden Mittel des Denkmal-Sonderprogramms „Dach + Fach“ 1999/2000 herangezogen. Von 2001 bis 2003 erfolgte eine Konservierung und Restaurierung der Mausoleen sowie eine Wiederherstellung der historischen Wege- und Vegetationsstrukturen aus Mitteln der Stiftung Deutsche Klassenlotterie Berlin. Der Innenraum des Mausoleums II wurde von 2001 bis 2005 konserviert und restauriert.
Die Gruft beherbergt 147 Särge. Die 25 noch erhaltenen Holztüren zu den Grabkammern wurden bereits bei der Errichtung der Kirche am Ende des 17. Jahrhunderts eingebaut und bilden somit „den größten Bestand an originalen barocken Grabkammertüren in Europa“. Die ausgedehnte Gruftanlage weist aufgrund eines durchdachten Belüftungssystems gute mumifizierende Eigenschaften auf. Die Bestattungen aus dem 18. und 19. Jahrhundert haben die Zeiten nicht unbeschadet überdauert. Die meisten Veränderungen und Störungen durch Menschenhand stammen aus der Zeit nach dem Zweiten Weltkrieg. Trotzdem stellen die Mumien ein einmaliges Ensemble dar. Von Oktober 2000 bis Januar 2001 wurde durch Spezialisten mehrerer Fachgebiete eine Bestandsaufnahme durchgeführt. In den 110 geöffneten Särgen (verschlossene Särge wurden nicht untersucht) fanden sich 87 Mumien oder die gestörten Reste davon, verteilt auf 69 Särge. In einigen Särgen befanden sich also mehrere Individuen, die jedoch erst später dort hineingelegt wurden. Die Inhalte von 32 Särgen enthielten Streuknochen. Lediglich neun Särge waren knochenfrei. 52 Individuen waren anscheinend komplett. 35 Bestattete waren zerstört worden. 25 Toten wurde in jüngeren Zeiten der Kopf abgetrennt. Der Grade der Mumifizierung waren bei den Individuen unterschiedlich und wiesen einen Zusammenhang zu der Jahreszeit auf, in der die Bestattung stattfand. Der überwiegende Anteil (42 Bestattete) ist nur teilweise mumifiziert, 32 waren gut mumifiziert und 13 waren komplett skelettiert. Die organischen Gewebe waren je nach Grad der Mumifizierung verschieden gefärbt und wiesen ein Spektrum von gelblich bis dunkelbraun auf. Bei neun Individuen fanden sich partielle purpurne Verfärbungen, deren Ursache nicht geklärt werden konnte.

### Beigesetzt auf dem Kirchhof
Es ist weitgehend unsicher, ob erhaltene Epitaphe die ursprüngliche Grabstätte markieren oder, nach Abräumung der Gräber, an anderer Stelle angebracht wurden.
- Friedrich Aly (ca. 1664/1674–1716), osmanischer Soldat, „Kammertürke“ am Hof von Kurfürst Friedrich III. von Brandenburg (Grab nicht erhalten)
- Johann Ernst Andreae (1671–1731), Theologe, Dom- und Hofprediger, Religionslehrer von Friedrich II. (Epitaph an der Kirchhofmauer zur Waisenstraße)
- Johann Friedrich Arndt (1802–1881), Geistlicher, Pfarrer der Parochialgemeinde
- Johann Peter Paul Bouché (1759–1846), Kunstgärtner, Stadtverordneter, Unternehmer
- Henriette Auguste Bock geb. Brandes (1762–1845), Erzieherin der späteren russischen Kaiserin Charlotte von Preußen (Grabmal an der südlichen äußeren Kirchenwand nach Entwürfen von Friedrich Wilhelm IV. und August Stüler)
- Karl August Brink, Lotteriedirektor (Mausoleum an der Kirchhofmauer zur Waisenstraße)
- Jakob Elsner (1692–1750), Theologe, Pfarrer der Parochialgemeinde (Doppel-Epitaph an der Friedhofsmauer zur Waisenstraße)
- August Wilhelm Grell (1770–1839), Königlicher Geheimsekretär beim Forstdepartement, Organist der Parochialkirche, Vater von Eduard Grell (Grab nicht erhalten)
- Ferdinand Jonathan Hankwitz (1636–1704), Militär, Stadtmajor von Berlin (Epitaph an der äußeren Kirchenwand)
- Christian Hoffham (1690–1765), Geistlicher, Oberhofprediger, Konsistorialrat (Epitaph an der äußeren Kirchenwand)
- Daniel Ernst Jablonski (1660–1741), Geistlicher, Hofprediger, Senior der Böhmischen Brüder, Präsident der Societät der Wissenschaften (Gedenkstein und Epitaph an der äußeren Kirchenwand)
- Wilhelm Kaiser (1817–1860), Theologe, Superintendent, Oberpfarrer der Potsdamer Garnisongemeinde
- Leopold Kirsch (1809–1870), Theologe, Pfarrer der Parochialgemeinde (gesockeltes Eisenkreuz)
- Jakob Friedrich Lamprecht (1707–1744), Schriftsteller, Journalist (Grab nicht erhalten)
- Conrad Lehmann (1845–1915), Kaufmann (Mausoleum an der Kirchhofmauer zur Waisenstraße, zweite Hälfte 19. Jahrhundert)
- Johann Heinrich Ludwig Meierotto (1742–1800), Geograph, Pädagoge (Grab nicht erhalten)
- Johann Wilhelm Moeser (1808–1881), Hofbuchhändler (mehrfach gesockelter Obelisk)
- Christian Ludwig Pistor (1702–1782), Geistlicher, Pfarrer am Berliner Friedrichshospital (Grabmal mit Epitaph an der Kirchhofmauer zur Waisenstraße)
- Christian Friedrich Rosendahl (1921–1944), Student, Flieger, bediente am Vorabend der Zerstörung der Parochialkirche 1944 das Glockenspiel der Kirche (Holzkreuz mit Reliefs)
- Johann Michael Schiesz (1768–1844), Kaufmann, Kirchenältester der Parochialgemeinde (gesockeltes Eisenkreuz an der Kirchhofmauer zur Waisenstraße)
- Johann David Schmidtmann (1663–1728), Geistlicher, Kirchenrat, Pfarrer der Parochialgemeinde (Epitaph an der Kirchhofmauer zur Waisenstraße)
- Jeremias Sterky (1656–1718), Theologe, Hochschullehrer, Pfarrer der Parochialgemeinde (Epitaph an der Außenwand der Kirche)
- Friedrich Wilhelm von Stosch (1648–1704), Theologe, Philosoph (Spinozist), Hofrat, Kurfürstlicher Sekretär (Epitaph an der Kirchhofmauer zur Waisenstraße)
- Johann Friedrich Ludwig Thiele (1816–1848), Organist, Komponist
- Wilhelm Caspar Wegely (1714–1764), Unternehmer, Gründer der ersten Berliner Porzellanmanufaktur (Grab nicht erhalten)
- Julius Wilm (1812–1907), Goldschmied, Hofjuwelier (Grab nicht erhalten)
- Friedrich Philipp Wilmsen (1770–1831), Theologe, Pädagoge, Schriftsteller, Pfarrer der Parochialgemeinde (Grab nicht erhalten)

Auf dem Kirchhof wird auch an Verstorbene erinnert, deren Grabstätten an anderem Ort verloren gingen, deren Epitaphe aber hierhin verbracht wurden:
- Martin Füssel (1571–1626), Geistlicher, Domprediger (auf dem Domkirchhof beigesetzt, Epitaph an der äußeren Kirchenwand, 1716 hierhin gebracht, älteste Grabmarkierung des Kirchhofs)
- Gottlieb Gedicke (1689–1729), Pfarrer der St.-Georgen-Gemeinde (in der Georgenkirche beigesetzt, Epitaph heute im Mausoleum Brink)
- Heinrich Julius Kinderling (1656–1719), Theologe, Pfarrer der St.-Georgen-Gemeinde (in der Georgenkirche beigesetzt, Epitaph heute im Mausoleum Brink)
- Johann Levin Schlicht (1681–1723), Geistlicher, Pfarrer der St.-Georgen-Gemeinde (in der Georgenkirche beigesetzt, Epitaph heute im Mausoleum Brink)
- Daniel Wersich (1689–1759), preußischer Kriegskommissar (in der Georgenkirche beigesetzt, Epitaph heute im Mausoleum Brink)

### Beigesetzt in der Gruft
- Christian Friedrich von Bartholdi (1668–1714), Diplomat, Rechtsgelehrter, Generaldirektor aller französischen Kolonien und des Armenwesens (unsicher, könnte auch auf dem Kirchhof bestattet worden sein)
- Georg von Berchem (1639–1701), Jurist, Geheimer Staatsrat (Epitaph im Kircheneingang des Turms)
- Jan Bouman bzw. Johann Boumann (1706–1776), Baumeister
- Christoph Wilhelm von Brand († 1743), Generalmusikdirektor, Oberhofmeister
- Balthasar Konrad von und zum Broich (1674–1745), Jurist, preußischer Etats- und Kriegsminister, Justizminister
- Samuel von Chwalkowski († 1705), Geheimer Staatsrat, Präsident der Amtskammer
- Samuel von Cocceji (1679–1755), Jurist, Hochschullehrer, preußischer Justizminister, Großkanzler
- Albert Christoph zu Dohna-Schlobitten (1698–1752), Oberhofmeister
- Karl Ludwig Gronau (1742–1826), Geistlicher, Meteorologe („Wetterpfarrer“), Pfarrer der Parochialgemeinde
- Franz du Hamel (1630–1705), kurbrandenburgischer Generalleutnant, Generalissimus der Republik Venedig
- Henning Alexander von Kahlden (1713–1758), Generalmajor
- Axel von Mardefeld (1691–1748), Diplomat, preußischer Kriegs- und Kabinettsminister
- Friedrich Ludwig Hermann Muzell (1715–1784), Mediziner, Leibarzt von Friedrich II. (Epitaph im Kircheneingang des Turms der Kirche)
- Joachim Scultetus von Unfriede (1639–1705), Kammerrat, Schulrat (unsicher, könnte auch auf dem Kirchhof bestattet worden sein, Epitaph im Kircheneingang des Turms)
- Andreas Reveillas du Veyne (1714–1764), Generalleutnant, Gouverneur der Festung Peitz (unsicher, könnte auch auf dem Kirchhof bestattet worden sein)
- Imbert Rollaz du Rosey (1640–1704), Generalmajor
- Wilhelm Heinrich von Thulemeyer (1683–1740), preußischer Justizminister, Staats- und Kriegsminister
- Johann Moritz von Viebahn (1684–1739), preußischer Justizminister, Gesandter
- Johann Kasimir Kolb von Wartenberg (1643–1712), preußischer Premierminister, Kopf des Drei-Grafen-Kabinetts

## Literatur

Berliner Sonderbriefmarke von 1962

## Weitere Quellen
- Ausstellungstafeln auf dem Parochialfriedhof in Berlin-Mitte
- Franziska Arndt, Klaus Bechstein, Sigrid Fundheller, Daniel Krebs, Regina Steindl, Wolf Mankiewicz in 300 Jahre Parochialkirche. Beiträge zur Geschichte, Ev. Kirchgemeinde Marien, Berlin 2003.